# Славия (футбольный клуб, Прага)
«Сла́вия» Пра́га (полное название — Спортивный клуб «Славия» Прага, чеш. Sportovní Klub Slavia Praha) — чешский профессиональный футбольный клуб из города Прага, основанный 2 ноября 1892 года. Домашние игры, начиная с сезона 2008/09, проводит на стадионе «Фортуна Арена» вместимостью 19 370 мест.
По количеству выигранных трофеев это исторически второй самый успешный чешский футбольный клуб. За всю историю футбола, вместе со своим принципиальным пражским соперником, «Спартой», «Славия» принадлежит к самым популярным клубам чешского футбола. «Славия» выиграла 17 титулов чемпиона страны (последний — 2017 года) и восемь раз становилась победителем национального Кубка. В 1938 году клуб выиграл Кубок Митропы, предшественник нынешних европейских кубков. В них клуб также регулярно участвовал и достижением стал полуфинал Кубка УЕФА 1995/96. В сезоне 2007/08 Лиги чемпионов «Славия» впервые за свою историю вышла в групповой этап.
Среди наиболее известных игроков клуба является Ян Кошек, Франтишек Планичка, Антонин Пуч, Франтишек Свобода (последние трое — серебряные призёры чемпионата мира 1934 года), Йозеф Бицан, Ян Лала (серебряный призёр чемпионата мира 1962 года), Франтишек Веселый (чемпион Европы 1976), Павел Кука, Владимир Шмицер (оба — финалисты чемпионата Европы 1996 года) и Милан Шкода.

## История

### Появление клуба
2 ноября 1892 в пражском районе Винограды на собрании Высшего литературно-риторического клуба «Славия» (чеш. Literární a řečnický spolek Slavia) был основан спортивный отдел «СК АЦОС Прага» (чеш. Sportovní klub Akademický cyklistický odbor Slavia Praha), направленный на повышение спортивной активности среди студентов. 23 ноября 1892 года Вацлав Кубр избран президентом этого клуба. Сначала клуб основали как сообщество велосипедистов, но вскоре после создания он был расформирован полицией за якобы антиавстрийской деятельность.

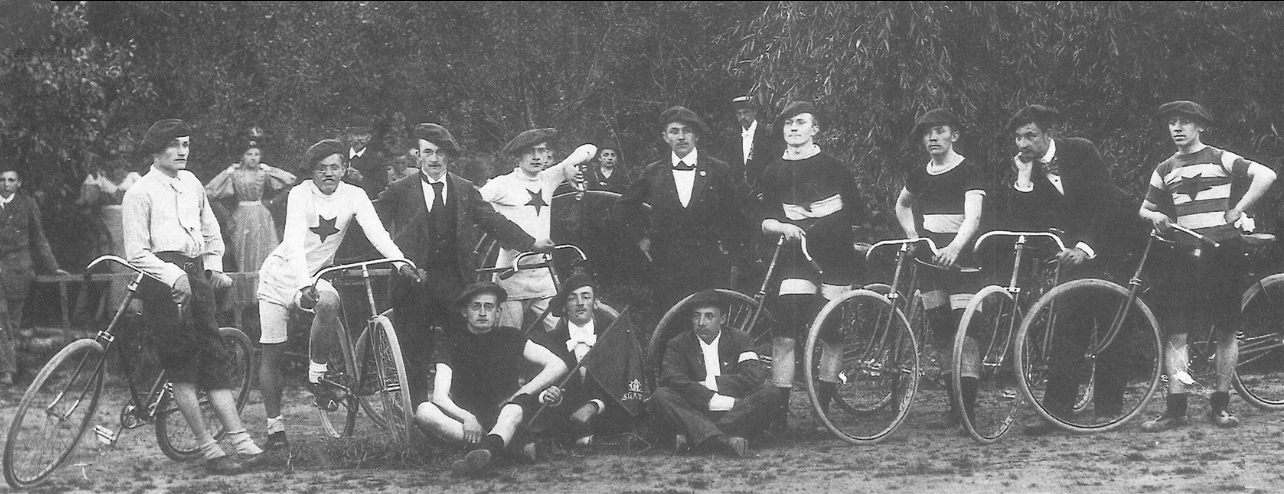
Первая фотография основателей «Славии». В середине в берете стоит Ярослав Гаусманн

31 мая 1895 года по инициативе Ярослава Гаусмана основана «СК Славия Прага» (чеш. Sportovní klub Slavia Praha), ставшей преемницей АЦОС. Первым председателем организации стал Карел Анкрт. Вскоре после этого славянские цвета — красный и белый — стали официальными цветами клуба, их добавили в красной пятиконечной звезды, один из углов которого направлен вниз. Официальной формой стала разделена пополам красно-белая футболка, со звездой на белой половине. Первая тренировка произошло в ноября 1895 года на Императорском лугу. Сначала «Славия» играла только тренировочные матчи. У неё не было своего постоянного поля, поэтому матчи проходили в разных местах Праги.

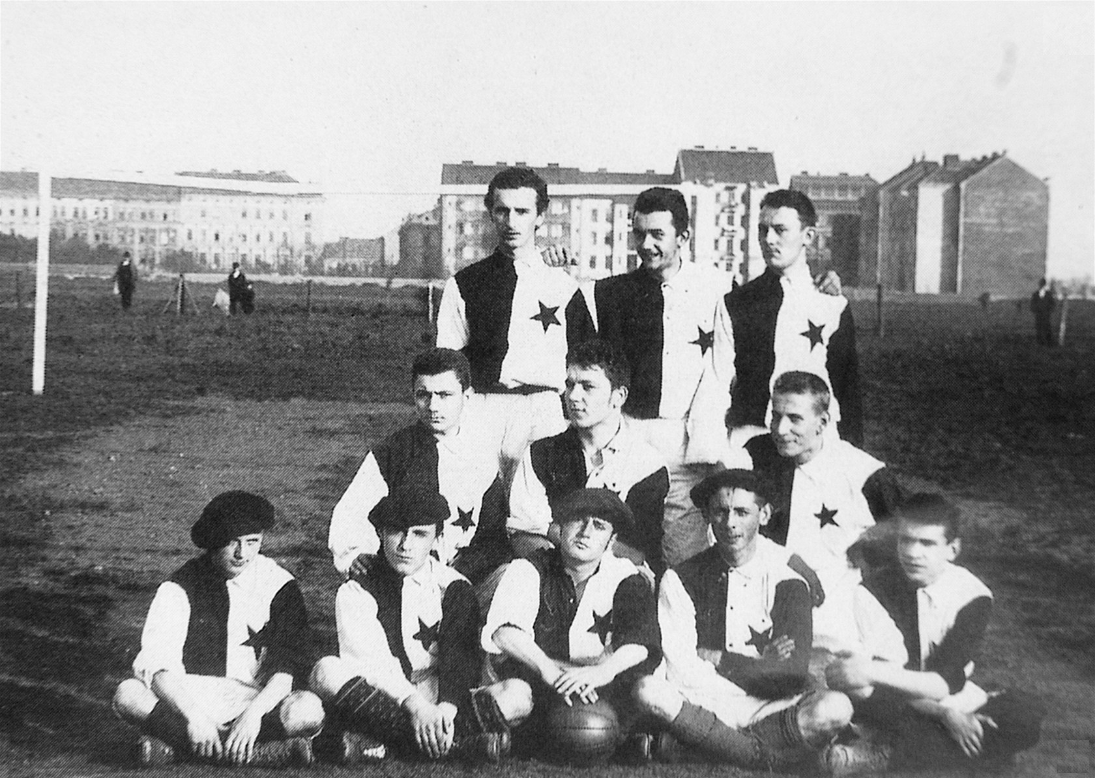
Первый состав «Славии» в 1896 году. В верхнем ряду посередине вратарь Восатка, который не имел отличную форму от игроков на поле.

25 марта 1896 года команда одержала свою первую победу против клуба «Прага» со счётом 5:0. За четыре дня, 29 марта, команда сыграла против пражской «Спарты» на Императорском лугу. Встреча завершилась нулевой ничьей, в которой был отменён гол «Спарты» за нарушения правил. Этот матч стал началом многолетнего соперничества между двумя столичными клубами.

### В начале века и первая мировая война
С момента создания клуб стал господствующим на чешской футбольной арене. Между 1896 и 1902 годами он выиграл шесть из девяти розыгрышей неофициального чемпионата Чехии и Моравии. При этом большинство клубов из Богемии «Славия» побеждала с крупным счётом. Например, главный соперник, «Спарта», сумела победить «Славию» лишь в 7-м матче. В 1899 году «Славии» было предоставлено поле для домашних матчей в Летне. В том же году она сыграла первый международный матч с «Берлином» (нем. SC Berlin).

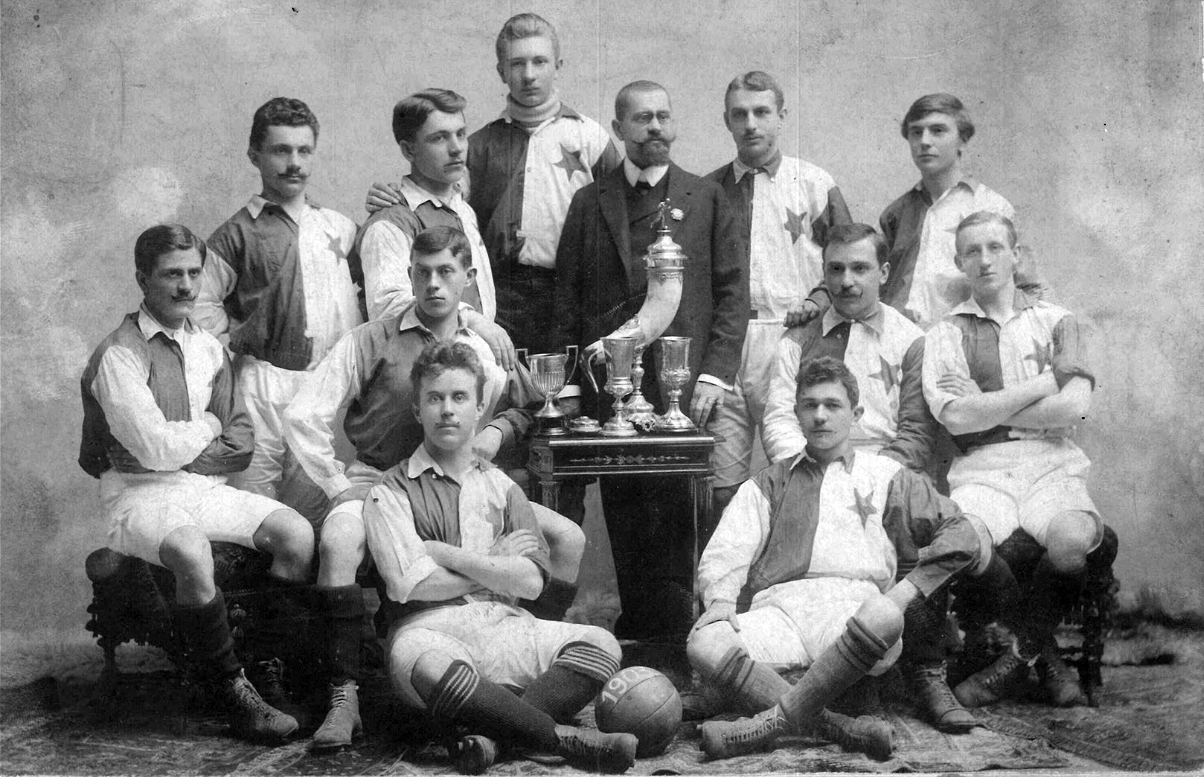
«Славия» в 1903 году со своим новым бомбардиром Яном Кошеком (крайний справа в среднем ряду)

В 1903 году в «Славию» перешёл Ян Кошек. Он стал одним из лучших чешских игроков своего времени и до 1914 года забил 804 гола. За сезон 1911 года этот феноменальный футболист забил 135 голов. В 1905 году клуб возглавил шотландский тренер и бывший игрок «Селтика» Джон Уильям Мэдден, привнеся в клуб свою тактику и взгляды на футбол, который впоследствии значительно улучшили игру команды и помогли ей достичь существенного прогресса в чешском чемпионате. Мэддэн удалось установить гегемонию команды в чемпионате, которая длилась почти 25 лет, этот период позже назовут «золотым веком» для клуба. Кроме этого шотландский специалист тренировал сборную Богемии, в основном состояла из игроков «Славии» и в 1911 году выиграла чемпионат Европы среди любителей во Франции.
В 1901 году в Летне была построена первая трибуна клубного стадиона, который постепенно расширялся. В начале века «Славия» была сильнейшим клубом страны, поэтому в основном выступала на международной арене. В первом десятилетии XX века «Славия» неофициально считалась одним из лучших футбольных клубов в континентальной Европе, где обыгрывала европейские известные клубы, в частности «Расинг» Париж (8:0) в 1901 году, «Будапешт ТК» (12:0) и «Рапид» Вена (14:1) в 1903 году, «Саутгемптон» (4:0) в 1905 году, «Селтик» (3:3) и «Баварию» Мюнхен (13:0) в 1906 году, а также «Мидлсбро» (3:2) в 1908 году.

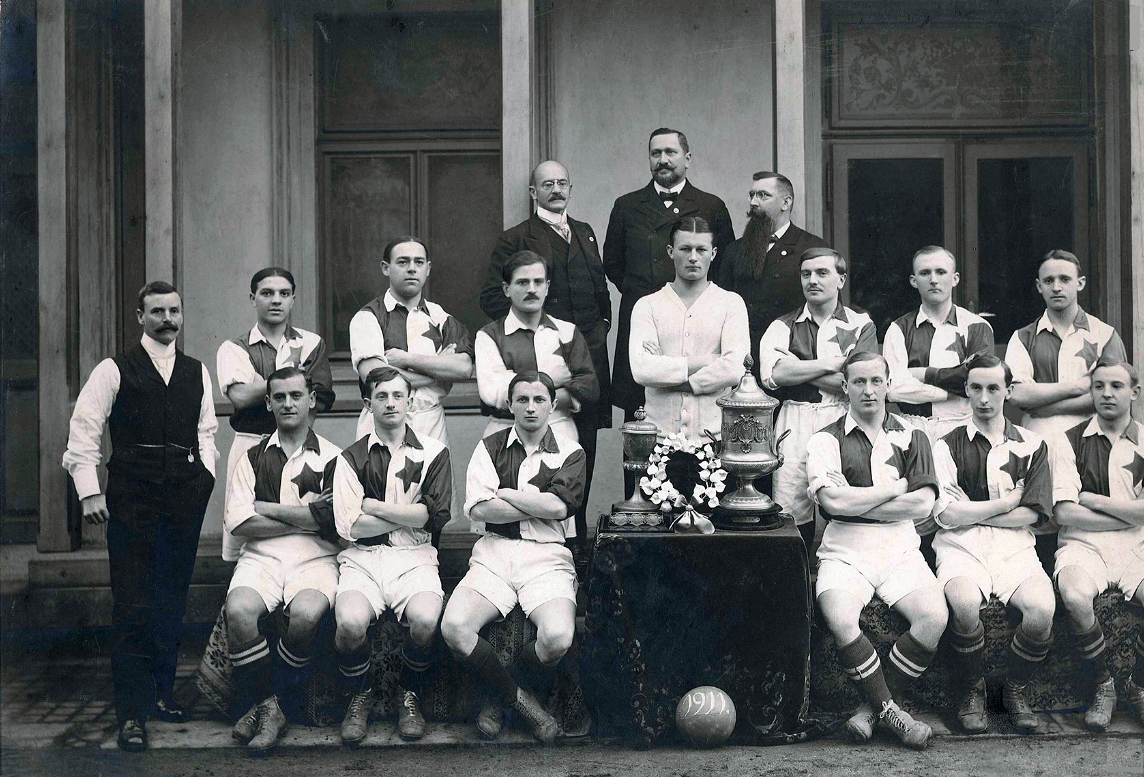
«Славия» в 1911 году. Слева стоит тренер Джон Уильям Мэддэн, возглавлявший команду на протяжении 25 лет (1905—1930).

Впрочем в 1908 году по требованию Австро-Венгрии ФИФА исключила из числа своих членов футбольную федерацию Богемии. Это обусловило значительное уменьшение международных матчей для «Славии». Чешские клубы отказались присоединиться к Австрийской футбольной федерации. Частично изолированая от международных матчей, «Славия» присоединилась к участию в местном Кубке милосердия и в период с 1909 по 1916 год четыре раза выигрывала турнир. Также «Славия» получила первый чемпионский титул Богемии в 1913 году и повторила это достижение в розыгрыше 1915.

### 1925—1932. Формирование лиги и первые профессиональные розыгрыши
С 1918 года, сразу после завершения Первой мировой войны и создания независимой Чехословакии, регулярно стал проводиться кубок Средней Чехии, ставший заменой Кубка милосердия. В этом турнире «Славия» также стала главным фаворитом. За время проведения этого соревнования она выиграла в общей сложности 10 раз, что является рекордом турнира.

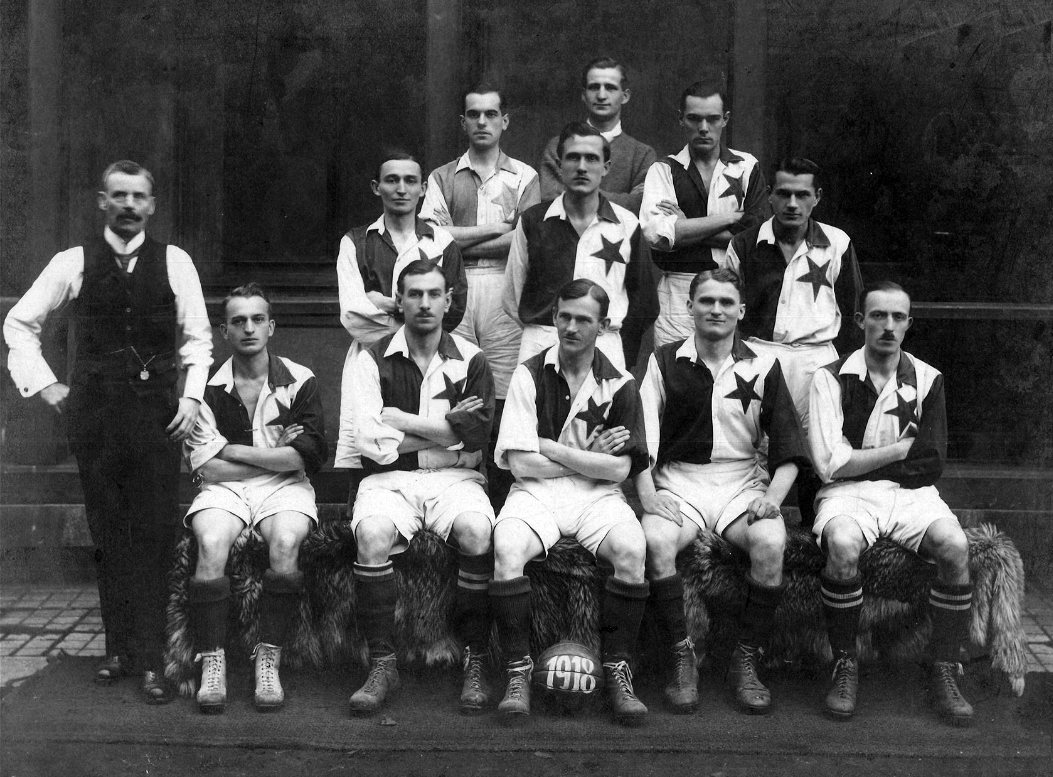
«Славия» в 1918 году.

В 1925 году была создана профессиональная лига и впервые проведён чемпионат Чехословакии. В первом матче турнира «Славия» обыграла «Либэнь» (Прага) со счётом 9:3, и в итоге стала первым профессиональным чемпионом Чехословакии, обойдя по дополнительным показателям «Спарту». Следующие три розыгрыша «Славия» становилась второй и лишь в 1929 году вернула себе звание чемпиона страны, сохраняя его и в течение следующих двух сезонов. После окончания сезона 1929/30 команду покинул тренер Джон Уильям Мэддэн, который работал там с февраля 1905 года, более 25 лет. При этом в своём последнем сезоне он выиграл с командой чемпионат, не потеряв ни одного очка — 14 побед в 14 матчах, а также стал финалистом международного турнира Кубок Наций 1930 года. Завоевав пятый титул чемпиона в сезоне 1930/31, «Славия» сравнялась с «Спартой» по количеству титулов.
Кроме этого, команда начала стабильно выступать на международном Кубке Митропы, клубном турнире, к которому допускались призёры центральноевропейских чемпионатов, или обладателей национальных кубков. «Славия» дебютировала на турнире в первом розыгрыше 1927 года, где в четвертьфинале легко прошла венгерский «Уйпешт» (4:0, 2:2), однако в полуфинале уступила венскому «Рапиду» (2:2, 1:2). В дальнейшем пражский клуб сыграл во всех без исключения довоенных розыгрышах к турниру 1939 года. В первые годы существования кубка «Славия», в отличие от своего главного конкурента «Спарты», не могла получить трофей. В турнире 1929 «Славия» впервые вышла в финал, где крупно уступила «Уйпешт»(1:5, 2:2). Вдруг близкой к выходу в финал пражская команда была на Кубке Митропы 1932 года. Там в первом полуфинале со счётом 4:0 был разбит итальянский «Ювентус». Матч отличался чрезмерным уровнем грубости. Игроки и даже тренеры постоянно пытались ввязаться в драку, и полиции приходилось дежурить у скамеек запасных, иногда выбегая и на поле. Предполагалось, что в ответном матче также могут быть провокации, поэтому на игру было привлечено большое количество полиции и военных. Итальянские болельщики с первых минут поединка в Турине начали бросать на поле камни, а каждый прикосновение мяча игроками «Славии» сопровождался огульным свистом на стадионе. В самом начале второго тайма матча при счёте 2:0 в пользу «Ювентуса» с трибуны прилетел камень, попал в голову чешского вратаря Планичкы, который упал, потеряв сознание. Когда удалось привести вратаря в себя, «Славия» решила не продолжать матч и ушла с поля. Чешские игроки закрылись в раздевалке, которую окружили разъярённые итальянские фанаты. Лишь кордон полторы тысячи солдат регулярной армии и полиции сумели сдержать их натиск. По правилам кубка, команде, которая отказалась продолжать матч, зачисляются поражение 0:3, при которой «Ювентус» проигрывал с общим счётом 3:4 и не попадал в финал. Поэтому возник вариант с проведением дополнительного поединка на нейтральном поле. Однако сторонам не удалось договориться, и, в конце концов, руководство турнира решило дисквалифицировать обе команды. В результате победитель второго полуфинала, итальянский клуб «Болонья», стал обладателем серебряной чаши.

### 1932—1939. Годы наибольших успехов
Межвоенный период стал самым успешным в истории «Славии», когда команда выиграла 13 чемпионских титулов. В 1934 году клуб был базовым для сборной Чехословакии, которая взяла серебряные награды на чемпионате мира 1934 года — в финальном матче вышли на поле восемь представителей «Славии», в том числе капитан и легендарный вратарь Франтишек Планичка и лучший бомбардир в истории сборной Чехословакии Антонин Пуч.

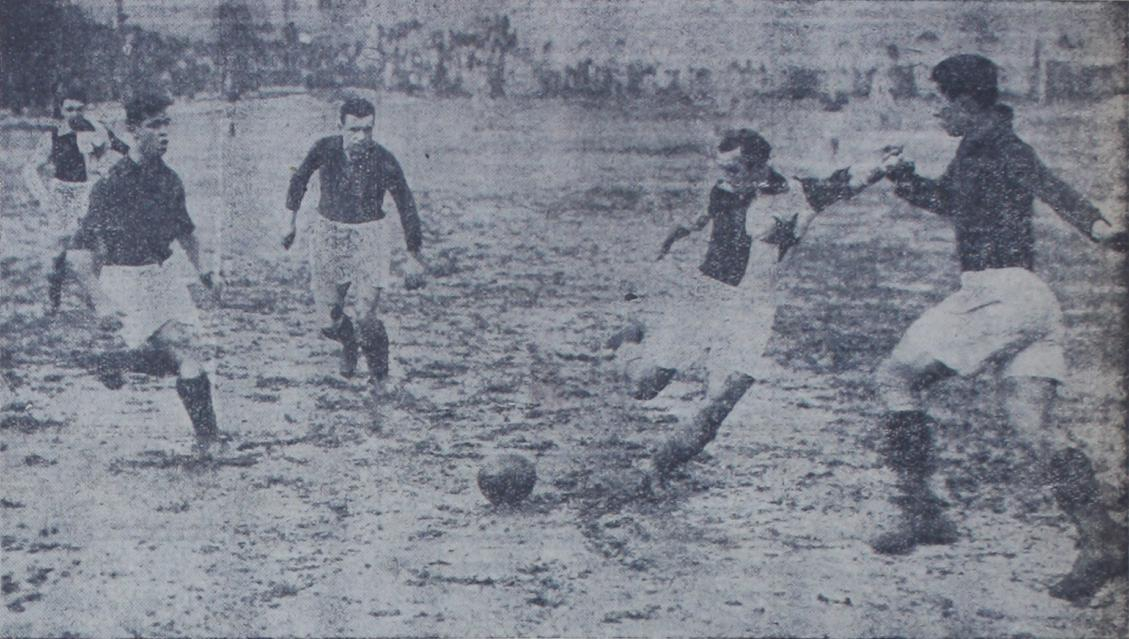
Матч «Славии» против объединённой турецкой команды «Фенербахче» и «Галатасарая». 25 декабря 1931 года.

В сезоне 1931/32 «Славия» стала второй и после трёх лет чемпионств отдала титул главному сопернику — «Спарте». Впрочем после этого снова последовала серия из трёх титулов чемпиона Чехословакии подряд. Всего 8 титулов означало единоличное лидерство над «Спартой», которая имела только шесть побед. Впрочем в дальнейшем «Славия» сбавила обороты и до момента вторжения нацистских войск весной 1939 года выиграла лишь один чемпионство в сезоне 1936/37. В этом розыгрыше команда также впервые отправилась на матч чемпионата на самолёте — на игру против «Руси» (Ужгород). По завершении того сезона ужгородская команда вылетела из высшего дивизиона, однако основной вратарь, украинец Алекса Бокшай перешёл в «Славию», став дублером Планички. На чемпионате мира 1938 года Планичка получил травму и был вынужден завершить карьеру, в результате чего Бокшай стал основным вратарём команды.
| Вице-чемпионы мира 1934 года | Вице-чемпионы мира 1934 года                                                                                                |
| ---------------------------- | --- |
| Участники финала             | Франтишек Планичка, Ладислав Женишек, Рудольф Крчил, Штефан Чамбал, Антонин Пуч, Соботка, Франтишек Свобода, Франтишек Юнек |
| Резерв                       | Властимил Копецкий, Адольф Шимперский, Антонин Водичка                                                                      |

#### Кубок Центральной Европы 1938 года
На 1938 год «Славия» имела семнадцать титулов и множество маленьких трофеев из региональных соревнований, и только после этого команда получила первый и пока единственный международный трофей — в 1938 году «Славия» выиграла Кубок Центральной Европы, или Кубок Митропы. В то время в Европе не было полноценного евротурнира, и команды играли в региональных соревнованиях, самым популярным из которых был именно Кубок Митропы. В том году в розыгрыше приняли участие команды из Венгрии, Италии, Югославии, Румынии и четыре команды из Чехословакии.
В первом раунде «Славия» боролась с соперником из Югославии, клубом БСК (Белград). Оба матча выиграла (3:2 и 2:1) и вышла в четвертьфинал. Там «Славия» в первой игре со счётом 9:0 разгромила «Амброзиана-Интер», хотя и проиграла в ответном матче 1:3. На полуфинал пражская команда вернулась в Италию, где снова уступила, на этот раз 2:4 от «Дженоа 1893» . Впрочем, в домашней игре «Славия» переломила ситуацию. Матч прерывался несколько раз из-за бунта итальянцев, а арбитр угрожал закончить матч. В конце концов это не произошло, и Йозеф Бицан забив четыре гола помог своему клубу выиграть 4:0 и выйти во второй раз в истории в финал, где их ждал венгерский «Ференцварош». Первый финальный матч на чешской территории нетрадиционно проходил на «Страговский стадионе». Причиной стала большая вместительность, которая позволила более чем 45 000 зрителям посетить игру. Игра получилась не самой лучшей, «Славия» первой пропустила, но затем вышла вперёд и в конце концов закончил вничью 2:2. Второй матч в Будапеште сыграли в воскресенье, 11 сентября, в присутствии 35 000 человек, в том числе 6000 чехов. «Славия» выступила гораздо лучше, чем в первом матче, и победила 2:0, завоевав таким образом первый международный трофей, который поднял первым капитан «красно-белых» Фердинанд Даучик.
| Победители Митропы |
| --- |
| Алекса Бокшай; Карел Черны, Фердинанд Даучик (), Карел Пруха, Кароль Даучик, Властимил Копецкий, Вацлав Хорак, (Бедржих Вацек), Ладислав Симунек, Йозеф Бицан, Войтех Брадач, Рудольф Вытлачил. |
| Тренер — Ян Рейхардт. |

После того как Чехословакия была оккупирована Третьим рейхом и был создан протекторат Богемии и Моравии, «Славия» вновь стала сильнейшей командой в регионе. Чешские команды не стали выступать в чемпионате Германии и продолжили разыгрывать отдельный чемпионат Богемии и Моравии, который «Славия» выиграла четыре раза подряд с 1940 по 1943 год. Кроме этого в 1941 и 1942 годах «красно-белые» также становились обладателями Кубка Чехии, ставший разыгрываться с 1940 года. В сезоне 1943/44 «Славия» впервые не стала чемпионом, пропустив вперёд «Спарту», впрочем Йозеф Бицан забил в том розыгрыше 57 голов, установив абсолютный рекорд по количеству голов в истории чемпионатов Чехии и Чехословакии. Следующий сезон 1944/45 не состоялся из-за военной ситуации.

### Первые послевоенные годы

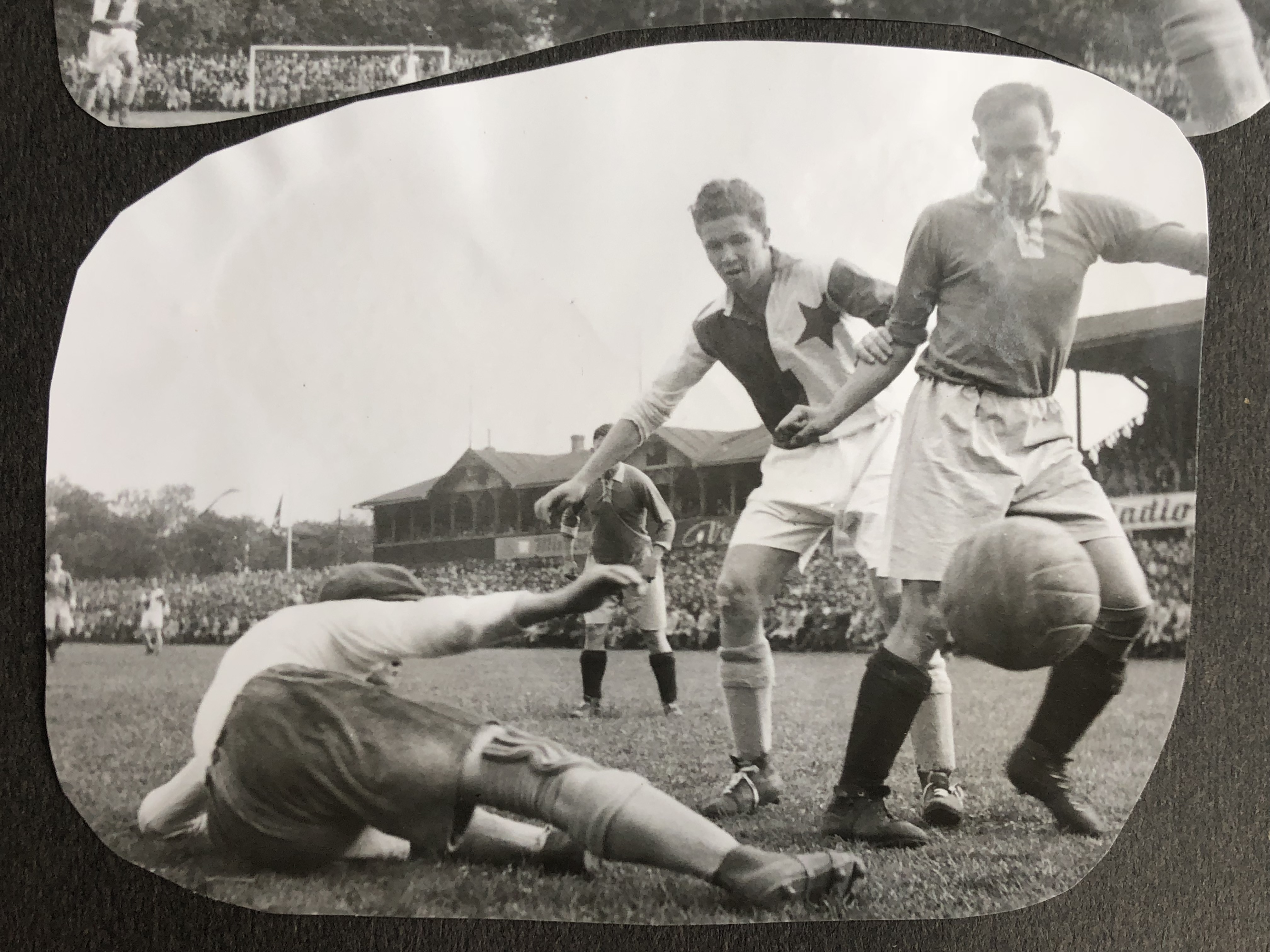
Матч «Славии» в 1940-е годы. В атаке Иржи Здарски.

В 1945 году «Славия» снова завоевала Кубок Чехии, который в этом году назывался Кубком освобождения (чеш. Pohár osvobození). Первый послевоенный сезон чемпионата 1945/46 проводился в двух группах из десяти команд, победителями которых стали «Спарта» и «Славия», которые должны были разыграть золотые награды. «Спарта» выиграла 4:2 и 5:0, став первым послевоенным чемпионом Чехословакии. В следующем сезоне «Славия» сумела вернуть себе чемпионское звание, но не сумела удержать в следующем сезоне 1947/48, в котором «Спарта» одержала победу благодаря лучшей разнице голов.
В 1948 году команда объединилась с клубом «Сокол Прага VII» (чеш. Sokol Praha VII) и в сезоне 1948/49 начала выступать под новым названием "Сокол Славия VII ". По результатам первого круга команда была на первом месте, впрочем в конце года чемпионат был прерван из-за реорганизации лиги, которую перевели на советскую модель «весна-осень» и ни один из клубов не был награждён.
В 1949 году произошло ещё одно слияние, на этот раз с «Динамо» (Прага) (чеш. Dynamo Praha), в результате которого команда с названием «ЗСЕ Динамо Славия Прага» заняла лишь пятое место в чемпионате. Впрочем, после установления в 1948 году в стране коммунистического режима, в футболе также начались серьёзные изменения. В частности появился новый футбольный клуб АТК (Прага), что в 1956 году получил название «Дукла» в память о битвах, которые чехословацкая армия вела в 1944 году на Дукельском перевале, который курировался чехословацкой армией и на ближайшие десятки лет стал одним из сильнейших клубов страны. В АТК из «Славии» перешла ряд основных игроков, в том числе Отто Гемеле и Иржи Трнка, которые были игроками национальной сборной. Также клуб покинул многолетний лидер и бомбардир Йозеф Бицан.

### 1950-е. Начало кризиса
Негативная тенденция продолжалась и в начале 1950-х годов. В сезоне 1950 года «Славия» была лишь седьмой, а в сезоне 1951 года под руководством Вилема Кёнига клуб стал лишь 11 и впервые в своей истории вылетел в низший дивизион. Во втором дивизионе, в чемпионате Праги сезона 1952 года, команда стала первой и сразу вернулась в высший дивизион. В 1953 году название клуба было изменено на ДСО «Динамо» (Прага), а в следующем на ТЕ «Динамо» (Прага), к тому же команде пришлось играть в стандартных «динамовских» сине-белых цветах, несмотря на недовольство болельщиков. В последующие несколько лет «Динамо» было середняком чемпионата, а в 1955 году министр обороны Чехословакии Алексей Чепичка обвинил одну из главных легенд клуба Йозефа Бицана, что в 1953 году вернулся в родную команду, во внедрении буржуазных элементов в футболе, в результате чего Бицан вынужден был закончить игровую карьеру.
В сезоне 1956 команде позволили вернуть свои исторические красно-белые цвета. Осенью 1956 года «Динамо» было на гастролях в Южной Африке, где выиграло четыре из пяти матчей. Однако, вернувшись в Чехословакию, команда проиграла все отложенные матчи и заняла 10 место, сохранив место в элите лишь благодаря лучшей разнице мячей, чем у «Динамо» (Жилина). В сезоне 1957/58, который стал первым после возвращения на систему «осень-весна» и длился полтора года, клуб закончил пятым, а в финальной таблице сезона 1958/59 «Динамо» одержало бронзу — это стало лучшим результатом после февральского переворота 1948 года.

### Первая половина 1960-х. Окончательный упадок и угроза исчезновения
В сезоне 1959/60 команда выступила неудачно, заняв 11 место и всего на одно очко оказалась выше зоны вылета. В том же сезоне «Динамо» вышло в финал Кубка Чехословакии, но не выиграло трофей, уступив клубу «Руда Гвезда» с Брно. Впрочем, уже в следующем сезоне команда заняла последнее 14 место и второй раз в истории вылетела в низший дивизион. Свою группу во Второй лиге сезона 1961/62 «Динамо» выиграло и вернулось в Первую лигу. Однако там клуб провёл лишь один сезон и вновь заняв последнее 14 место покинул элиту. Единственным утешением того сезона стало ещё одно участие в финале Кубка Чехословакии, но и на этот раз «динамовцы» проиграли, на этот раз «Словану» из (Братиславы).
Кризис продолжился в следующем году во Второй лиге. Команда вместо того, чтобы вернуться в Первую лигу, боролись за сохранение места во Второй лиге и закончила сезон 1963/64 на расстоянии трёх очков от зоны вылета. Игроки искали новые клубы и даже фанаты отвернулись от команды. Появилась опасность, что в случае вылета команду будет расформирован, а стадион перейдёт в клуб «Богемианс».
Часть болельщиков «Динамо» не хотела принимать угрозу исчезновения знаменитого клуба. Литературовед Иржи Гаек опубликовал в журнале «Пламен» призыв поклонникам клуба собраться вместе и попытаться найти возможности спасения команды. Встреча состоялась 23 марта 1964 года в Славянском доме, в которой приняли участие более тысячи человек — больше, чем приходило на матчи клуба во Второй лиге. Они основали Союз друзей Славии (чеш. Sdružení přátel Slávie), членами которого среди других стали литературные критики Иржи Гаек и Франтишек Бенгард, писатели Людвик Ашкеназии, Павел Гануш, актёры Владимир Брабец, Милош Несвадба и Карел Еффа, поэты Мирослав Червенк и Мирослав Флориан, режиссёр Ян Фишер и переводчик Вальтер Фелдстайн. Впоследствии организацию переименовали в «Отдел друзей и сторонников Славии» (чеш. Odbor přátel a příznivců Slavie), что существует и по сей день. Союз друзей организовал несколько культурных вечеров «Славии», доходы от которого передали на нужды клуба. Выступали, в частности, оперные певцы Зденек Отава и Эдуард Гакен, актёры Ладислав Пешек, Ярослав Войта и Ян Пивец и другие. Все исполнители отказались от платы в пользу «Славии». С помощью Союза друзей «Славии» наконец удалось сохранить команду. В то время она всё ещё носила имя «Динамо» и Союз сосредоточил свои усилия на возвращении первоначального имени. Чиновники чехословацкого союза физкультуры и спорта (CSTV) отвергли это требование и сорвали попытку слиться со школьной физкультурной сообществом «Славия Вршовицах» (чеш. Slavia Vršovice), но с третьей попытки чиновники всё же согласились на переименование и с 1964 года клуб снова стал называться «СК Славия Прага».
Союз друзей также приобрёл (за спиной руководства спортивного клуба) некоторых игроков, наиболее важным из которых стал Франтишек Веселый с «Дуклы». Веселый провёл в «Славии» пятнадцать лет и стал одним из важнейших игроков в истории клуба. В сезоне 1964/65 команда под руководством тренера Франтишека Ипсера выиграла свою группу во Второй лиге и вернулась в элиту и с тех пор никогда не понижалась в классе. На решающий матч против команды «Спартак» (Пльзень) пришли 42 000 зрителей, установив рекорд посещаемости Второй лиги.

### Вторая половина 1960-х. Возвращение в элиту
В первом сезоне после возвращения в Первую лигу (1965/66) команда набрала одинаковое количество очков с «Дуклой» и «Спартой», но по дополнительным показателям стала лишь третьей. Именно пражское дерби, которое состоялось 4 сентября 1965 года на «Стадионе Эвжен Рошицького», собрало 50 105 зрителей, тем самым установив рекорд посещаемости Чехословацкой футбольной лиги.

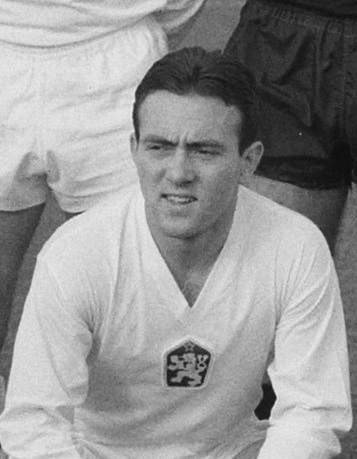
Франтишек Веселый — один из лидеров «Славии» 1960-х и 1970-х годов.

Со следующего сезона результаты ухудшились — в сезоне 1966/67 «Славия» стала пятой, годом позже — восьмой, а потом даже четыре раза за пять сезонов заканчивала лишь немного выше зоны вылета. Не лучше обстояли дела и в национальном Кубке — в 1969, 1970 и 1971 годах клуб неизменно вылетал на ранних стадиях от команд низшего дивизиона.
К концу 1967 года «Славия» отправилась в зарубежное турне по Америке, Австралии и Азии. В целом, она сыграла 16 матчей, в которых одержала 12 побед, три ничьи и одно поражение.
В сезоне 1969/70 клуб после длительного перерыва вновь сыграл в Кубке Митропы, который уже не имел такого статуса из-за появления ряда других турниров, в том числе Кубке европейских чемпионов и Кубка обладателей кубков, проводимых УЕФА, а также Кубке Интертото и Кубке ярмарок, проводимых без поддержки УЕФА, впрочем впоследствии их тоже признала ассоциация. В результате этого, в Кубке Митропы выступали уже далеко не лучшие команды центральноевропейских стран и «Славия», преодолев итальянскую «Верону» и югославский «Хайдук», вышла в полуфинал соревнований, где проиграла будущему триумфатору турнира, венгерском «Вашаш». Летом 1970 года «Славия» сыграла и в Кубке Интертото, где стала победителем своей группы (после группового этапа турнир не продолжался и все восемь команд становились победителями). В ноябре и декабре того же года «Славия» отправилась в турне по Ирану и Ираку, где получила шесть побед, одну ничью и потерпела три поражения.

### Выступления в 1970-е и 1980-е годы
«Славия» снова вышла на ведущие роли в чехословацком футболе в 1970-х годах. В 1973 году спонсором «Славии» стала компания IPS, которая улучшила финансовое положение клуба. При этом название спонсора стала частью имени клуба в 1977—1991 годах — «ТЕ Славия ИПС Прага» (1977—1978) и «СК Славия ИПС Прага» (1978—1991).
Под руководством тренера Ярослава Яреша команда с 1974 по 1978 трижды становилась бронзовым призёром чемпионата и ещё по разу четвёртой и пятой. При этом в сезоне 1975/76 клуб для чемпионства хватило бы ничьей в последнем туре, но «Славия» проиграла и в итоге заняла лишь третье место. Кроме того, «Славия» выиграла Кубок Чехии в 1974 году, однако в матче против обладателя Кубка Словакии «Слована» (Братислава) потерпела поражение и не получила Кубок Чехословакии. Трижды за этот период команда выступала в европейских кубках (Кубок обладателей кубков 1974/75, а также Кубок УЕФА в сезонах 1976/77 и 1977/78), Но всегда вылетала на ранних этапах. Ключевыми игроками той команды были Франтишек Веселый и Роберт Сегмюллер, что в течение пяти сезонов за «Славию» забил 54 гола. В сезоне 1974/75 годов «Славия» осуществила турне по Северной, Центральной и Южной Америке, где провела всего 10 товарищеских матчей.
В дальнейшем результаты клуба немного ухудшились и он в большинстве сезонов находился в середине таблицы чемпионата, вернувшись к борьбе за медали только в середине 1980-х годов. Лучшего результата «Славия» достигла в сезоне 1984/85 (опять же под руководством тренера Яреша), заняв третье место и после восьми лет вновь получила право на участие в Кубка УЕФА 1985/86, где снова вылетела уже в первом раунде. В 1987 году команда дошла до финала Кубка Чехии, но уступила в серии пенальти «Спарте».
В летнее межсезонье 1988 года команда была значительно ослаблена уходом двух звёзд — Иво Кнофличека и Любоша Кубика. Несмотря на это команде удалось занять четвёртое место в чемпионате и снова выйти в финал Кубка Чехии.
| Чемпионы Европы 1976 | Чемпионы Европы 1976     |
| -------------------- | ------------------------ |
| Участники финала     | Франтишек Веселый        |
| Резерв               | Павол Бирош, Душан Герда |

### В последние годы Чехословакии
В ноябре 1989 года игроки «Славии» решили поддержать бархатную революцию и не вышли на матч чемпионата против «Хеба», игроки которого тоже присоединились к забастовке. После падения коммунистического режима «Славия» вновь стала лидером чехословацкого, а затем чешского футбола. Этому способствовали, в частности, финансирование чешско-американского предпринимателя Бориса Корбел (всего около 180 000 000 крон). Корбель пришёл с намерением построить в Чехословакии сильный футбольный клуб, который бы мог конкурировать с европейскими командами. После того как его предложение было отклонено «Спартой» в 1991 году, он обратился к «Славии», где его предложение приняли. Благодаря финансированию «Славия» смогла собрать сильную команду: клуб укрепился среди других игроком молодёжной команды «Спарты» Патриком Бергером и полузащитником «Остравы» Радимом Нечасом, за которого «Славия» заплатила в то время рекордные 24 миллиона чехословацких крон, а также приобрела звёздных иностранцев — обладателя Кубка европейских чемпионов югослава Драгишу Бинича и советского олимпийского чемпиона Владимира Татарчука.
Сезон 1991/92 команда закончила на четвёртом месте и через семь лет снова квалифицировалась в европейских кубков. Однако в Кубке УЕФА 1992/93 «Славия» в очередной раз выступила неудачно и вылетела на первом этапе. В конце сезона 1992/93, по результатам которого команда стала второй, Корбель ушёл в отставку и перестал поддерживать клуб финансово. Это был последний розыгрыш чемпионата Чехословакии.

### Восстановление господствующего положения и чемпионство
В 1994 году был увеличен собственный капитал, с приобретением квартальных пакетов акций клуба компанией PPF и Миланом Винклером через свою компанию WIKA. Винклер стал руководителем клуба, впрочем уже в июне 1994 года его арестовали в связи с фальсификацией счетов. Долю Винклера выкупила DR.AG., принадлежавшей Петру Келлнеру, Карелу Чабану, Яну Искри, Петру Крейчи, Ладиславу Бартоничеку и PPF, которая впоследствии выкупила акции этих предпринимателей и стала владельцем 50 % акций «Славии».
В первом сезоне независимого чемпионата Чехии (1993/94) клуб во второй раз подряд стал вторым, а в еврокубках опять не удалось пройти первый раунд. Также второй «Славия» стала и в следующем сезоне 1994/95. Переломный момент наступил в сезоне 1995/96, в котором команда под руководством тренера Франтишека Ципро стала чемпионом Чехии (после 49 лет без чемпионств) и дошла до полуфинала Кубка УЕФА. Костяк «Славии» (Ян Сухопарек, Радек Бейбл, Карел Поборски, Владимир Шмицер) также стал основой чешской сборной на Евро-1996, которая достигла финала соревнований. Однако после успешного турнира эти игроки разъехались по европейским топ-чемпионатам, а «Славия» проиграла в квалификации Лиги чемпионов 0:6 по сумме двух матчей швейцарском «Грассхопперу», после чего быстро вылетела и из Кубка УЕФА. Чемпионат клуба выиграть также не удалось, но «Славия» завоевала Кубок Чехии. Кроме этого, 2 октября 1996 года на матчи «Брно» против «Славии» собралось 44 120 зрителей, установив рекорд посещаемости на матчах чемпионата Чехии.
| Вице-чемпионы Европы 1996 года | Вице-чемпионы Европы 1996 года                              |
| ------------------------------ | ----------------------------------------------------------- |
| Участники финала               | Ян Сухопарек, Карел Поборский, Радек Бейбл, Владимир Шмицер |
| Резерв                         | Павел Новотны                                               |

### 1997—2008. Под управлением ENIC
В октябре 1997 года 54 % акций клуба «Славия» купила британская компания "ENIC. Её доля постепенно росла в течение четырёх лет до 96,7 %. Компания также купила доли в нескольких других крупных европейских клубах (например, «Рейнджерс», «Валенсия» и «Тоттенхэм Хотспур»), вероятно, с целью создания транснациональной футбольной лиги, которая могла конкурировать с Лигой чемпионов УЕФА. Владимир Лешка стал директором клуба, а ENIC профинансировала «Славию» с помощью кредитов на сумму 110 000 000 крон.
Во время сотрудничества с «ENIC» «Славия» была в авангарде чемпионата Чехии, но так ни разу не смогла выиграть турнир. В 1999 и 2002 годах она стала победителем национального Кубка. На европейской арене «Славия» также получила несколько успехов, в частности досталась четвертьфинала Кубка обладателей кубков 1997/98 и четвертьфинала Кубка УЕФА 1999/00. Тем не менее команде так и не удавалось выйти в групповой этап Лиги чемпионов — ближайшее к этому клуб был в сезоне 2000/01, когда в последнем раунде квалификации в первой игре пражане в гостях победы 1:0 донецкий «Шахтёр», но в домашней игре на последних секундах матча проиграли 0:2.

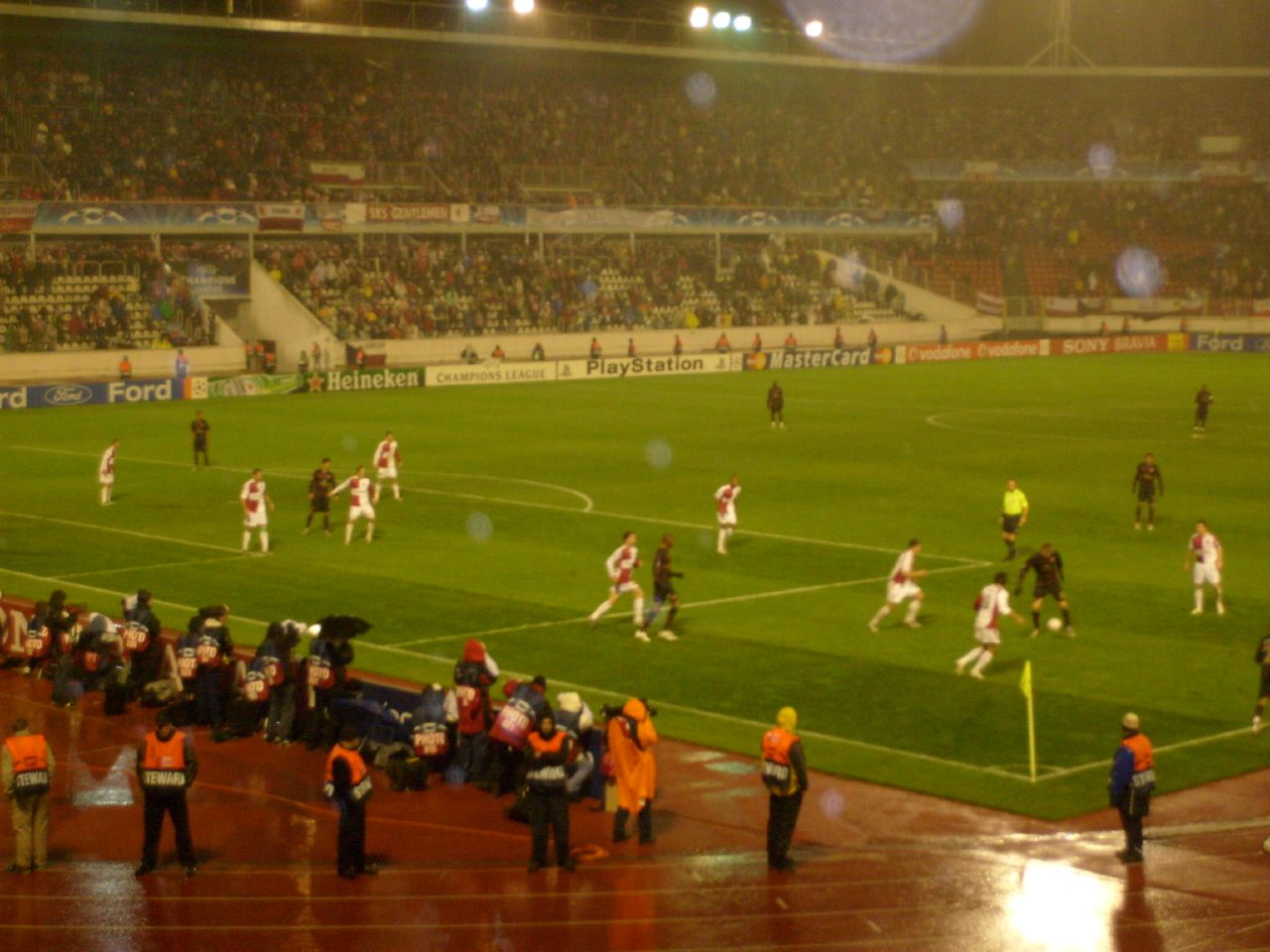
«Славия» в матче группового этапа Лиги чемпионов против «Арсенала». Ноябрь 2007 года.

С апреля 2005 года клуб возглавил Карел Яролим и в сезоне 2004/05 «Славия» снова стала второй, а в следующем году третьей. Летом 2006 года «ENIC» столкнулся со сложной ситуацией, поскольку в квалификации к Кубку УЕФА должны были сыграть и «Славия», и «Тоттенхэм Хотспур», при том что правила УЕФА запрещают игру в одном турнире нескольких клубов, большая часть акций которого принадлежит одному владельцу. Поэтому «ENIC» продал свою долю чешской компании «Key Investments». Однако позже выяснилось, что собственником все равно оставался «ENIC», который, таким образом смог обойти правила о праве собственности двух клубов в одном турнире. В первом же раунде Кубка УЕФА «Славия» на самом деле встретилась с «Тоттенхэмом» и вылетела после двух поражений 0:1.

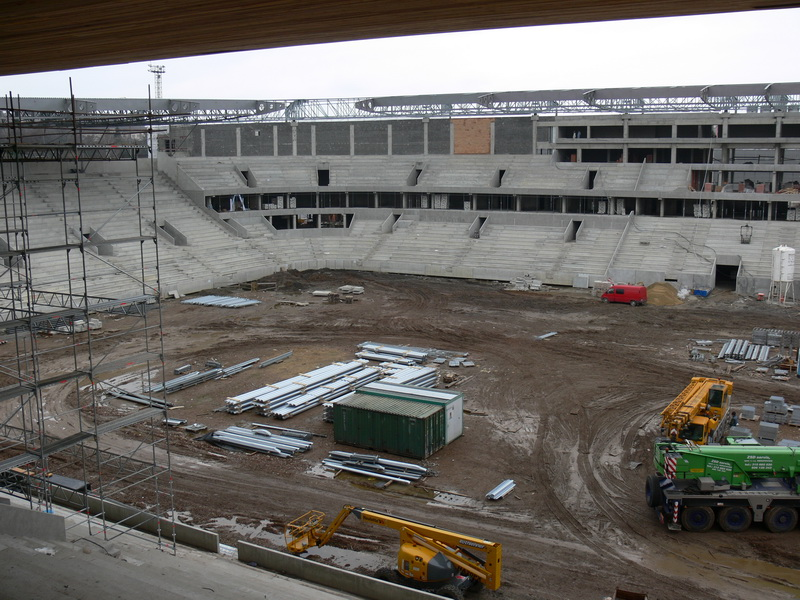
Строительство нового стадиона «Славии». 2007 год.

С сезона 2000/01 «Славия» играла свои домашние матчи на арендованном «Стадионе Эвжена Рошицкого» в пражском районе Страгов. Стадион соответствовал современным нормам, но был труднодоступным и обеспечивал лишь минимальный комфорт просмотра; в результате домашние матчи «Славии» часто проходили при низкой посещаемости. Клубный стадион «Эден» был разрушен в 2003—2004 годах, но строительство нового не начиналось из-за нехватки средств. Новый стадион «Синот Тип Арена», начали строить осенью 2006 года. В том же году основными акционерами клуба стали Петр Долежал и Томаш Росен.
В сезоне 2006/07 «Славия» снова заняла второе место, впрочем следующий сезон 2007/08 стал самым успешным в новейшей истории «Славии» — команда укрепила состав и с шестой попытки наконец сумела выйти в групповой этап Лиги чемпионов, пройдя нидерландский «Аякс», там клуб стал третьим в группе и продолжил выступления в Кубке УЕФА. Весной 2008 года открылся новый стадион, а «Славия» впервые за 12 лет получила титул чемпиона Чехии.
Следующий сезон превысил среднюю посещаемость на новом стадионе в 11 000 зрителей, и «Славия» сумела защитить свой титул (впервые с 1943 года). Впрочем этот раз команда не попала в группу Лиги чемпионов, уступив в отборе «Фиорентине», а в Кубке УЕФА вылетела на групповом этапе. Всего же за те последние годы «Славия» регулярно и достаточно неплохо выступала в еврокубках, выбив несколько известных европейских клубов, в частности «Рому» (1996), «Шальке 04» (1998), «Удинезе» (1999), «Партизан» (2003) и «Аякс» (2007).
В декабре 2007 года генеральный директор «Славии» Петр Долежал заявил, что ENIC обладает лишь 31 % акций в «Славии», а 61 % акций принадлежат «Key Investments». 31 января 2008 года «Key Investments» расторгли соглашение «ENIC» и увеличили уставный капитал «Славии».

### 2009—2015. Кризис и долги
В начале 2009 года у команды начались проблемы, она несколько раз меняла владельцев, а тренер Яролим часто делал изменения в составе. СМИ говорили о его споры с игроками В июне 2009 года Яролим неожиданно убрал из команды капитана Эриха Брабеца. В дополнение из-за споров клуб решил освободить племянника Яролима, полузащитника Марека Яролима, к тому же команду ослабило несколько травм. В результате «Славия» опять не попала в группу Лиги чемпионов, а в Лиге Европы закончила еврокампанию на групповом этапе, заняв последнее место. В чемпионате Чехии 2009/10 «Славия» заняла седьмое место, что стало худшим местом для «Славии» с сезона 1990/91 и впервые с 1991 года команда не попала ни в один еврокубковый турнир. Ещё до конца сезона в апреле Яролим покинул клуб и чемпионат завершал Франтишек Ципро, что уже в третий раз возглавлял этот клуб. Впрочем изменение тренера не улучшила результаты, и в июне того же года Яролим снова стал тренером «Славии». Но после девяти туров нового сезона, в которых команда получила лишь 10 очков, он ушёл в отставку. Также главный исполнительный директор Петр Долежал покинул клуб и его заменил Мирослав Платил.

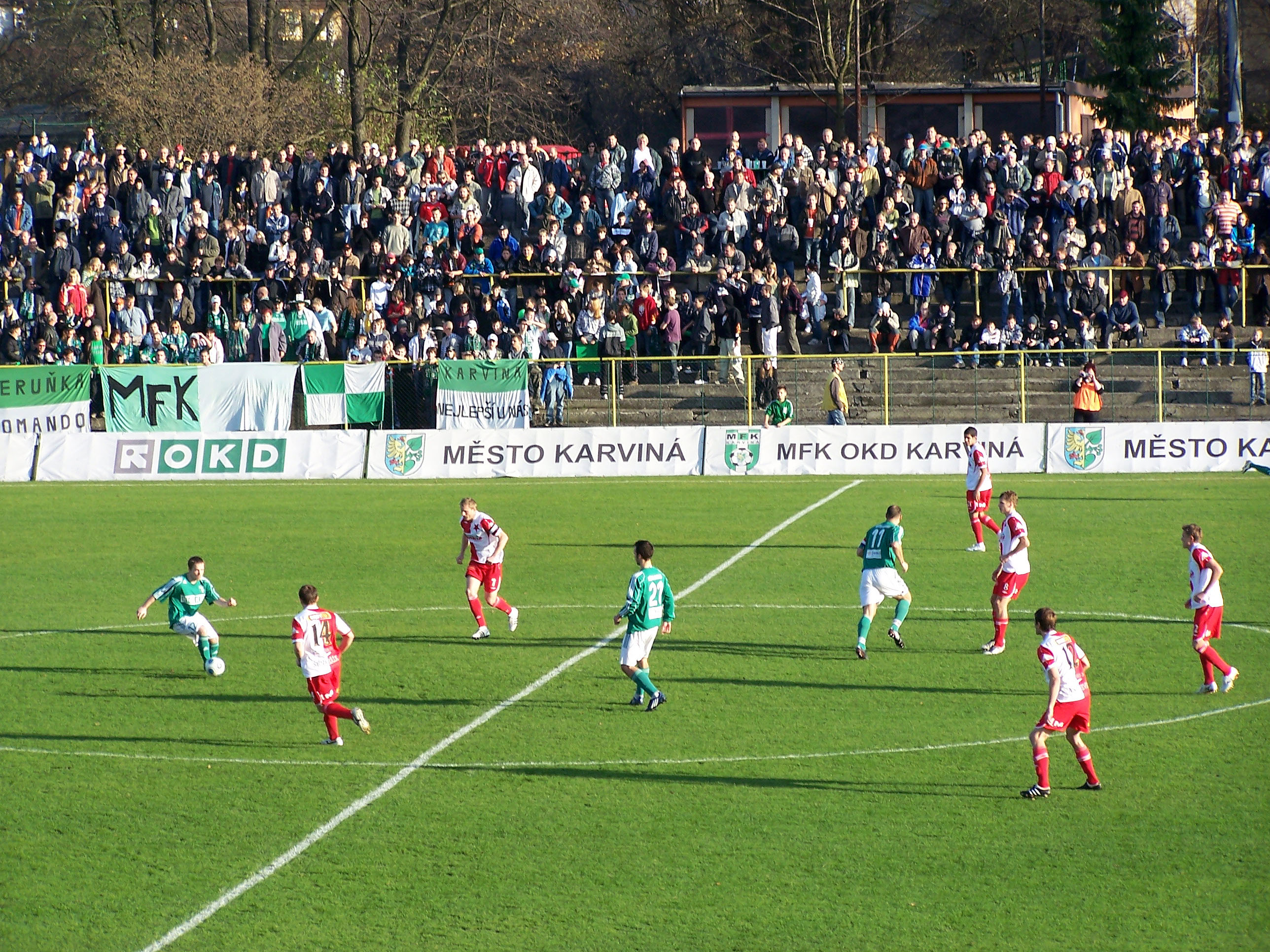
«Славия» в матче на Кубок Чехии против «Карвин». 2009 год.

В сезоне 2010/11 клуб занял 14-е место, всего на один балл оторвавшись от зоны вылета. Экономические проблемы добавились к спортивным проблемам. Бюджет «Славии» был рассчитан с учётом регулярного участия в европейских кубках, и отсутствие этого источника доходов повлияла на бюджет команды. Финансовое состояние клуба также ухудшалось большим количеством (84) игроков с профессиональным контрактом, часто с очень высокой зарплатой. В результате в начале 2011 года игроки не получали выплаты, а также в СМИ появились догадки о возможном переезде клуба «Богемианс 1905» на домашнюю арену «Славии», что привело к кризису и опасений за будущее клуба. Антонин Франк был владельцем клуба, но средства массовой информации сообщили, что на самом деле он лишь подставная фигура и реальным владельцем клуба является предприниматель Петр Сисак, ранее судимый за финансовые махинации и другие преступления.
«Славия» попала в ловушку, и клубу грозило исключение из Гамбринус-лиги. 5 мая 2011 года Лицензионная комиссия Футбольного союза Чехии объявила, что «Славия» не получит профессиональной лицензии, необходимой для участия в первом и втором дивизионах страны. Причиной стала нечёткая структура собственности, долги и неупорядоченный план управления на следующий сезон. В тот же день в матче полуфинала Кубка Чехии против «Сигма» (Оломоуц) недовольны болельщики попросили руководство клуба объяснить, как будет решаться ситуация. Когда они получили от Платила только неопределённые фразы, фаны прошли на стадион и начали его разрушать. Матч закончился поражением 0:3 для «Славии», которая практически потеряла последний шанс попасть в еврокубки и улучшить своё финансовое состояние. Повреждения на стадионе были оценены в 700 000 крон.
В мае 2011 года часть акций «Славии» приобрела инвестиционная группа «Natland Group», что выплатила часть долгов клуба, а Томаш Росен продал свою долю в клубе предпринимателю и бывшему политику от Гражданской демократической партии Алешу Ребичеку. В августе 2011 года Ребичек купил оставшиеся акции и таким образом стал владельцем 98 % акций и президентом клуба. В онлайн разговоре с болельщиками он сформулировал основные приоритеты «Славии» под его руководством: стабилизация финансового положения клуба, регулярные выступления в еврокубках, реальная конкуренция со «Спартой» и воспитание молодых игроков. Фанатам также пообещали участие в Лиге чемпионов.
Ребичек заменил тренера команды Михала Петроуша на Франтишека Страка, который в 1980-х годах был одним из лидеров «Спарты», а затем и тренировал эту команду. Это вызвало протесты и недовольство фанатов обоих клубов. Болельщики «Славии» пришли на дебютный матч Страки в чёрном и на тренировочной площадке выкопали символические могилы Страци и руководителям «Славии». В Кнежевеси, где жил Страка, болельщики «Славии» обрисовали стены оскорбительными текстами, а фаны «Спарты» разрисовали непосредственно дом Страки. Через бесконечные протесты, Страка в конце концов решил уйти в отставку в марте 2012 года. Сезон заканчивал помощник Страки, 36-летний Мартин Поустка, завершив сезон на 12 месте.
С начала сезона 2012/13 «Славию» тренировал Петр Рада, но ещё до окончания сезона в апреля 2013 года решил уйти в отставку из-за неудовлетворительных результатов. После отставки Михал Петроуш стал временным тренером до конца сезона. Под его руководством «Славия» выиграла четыре матча в последних пяти турах с разницей мячей 13:4 и сезон 2012/13 закончил на 7 месте. После этого Петроуш был назначен главным тренером на постоянной основе.

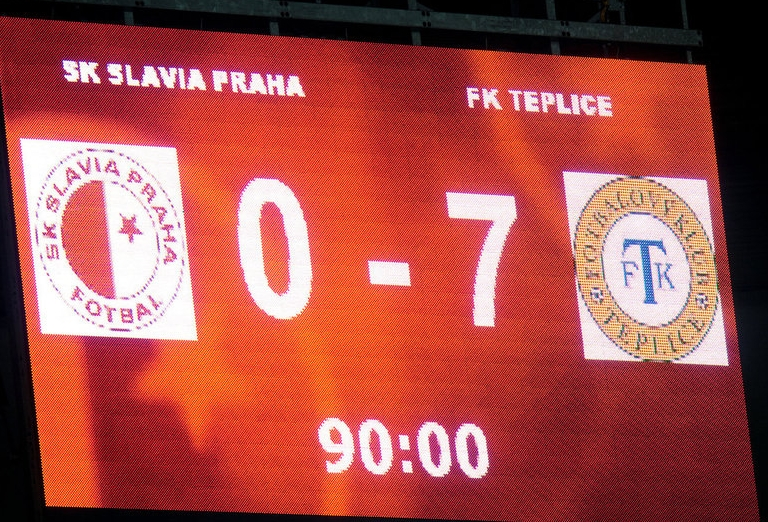
Табло после матча с командой «Теплице», что показывает счёт 0:7, наикрупнейшее поражение клуба в истории. 19 августа 2013 года.

В следующем сезоне команда была не столь успешной — 19 августа 2013 года она проиграла на домашней арене 0:7 «Теплице». Это самое крупное поражение «Славии» в истории клуба. Через месяц состоялся ещё один домашний разгром — 0:4 в игре с «Млада-Болеслав», после которой Петроуш подал в отставку. На тот момент после восьми туров «Славия» занимала 13 место с семью очками и разницей мячей 7:12. Мирослав Коубек, который тренировал юношескую сборную Чехии до 19 лет, стал новым главным тренером пражского клуба и имел совмещать работу с обеими командами. В января 2014 года он покинул сборную и посвятил себя только работе в «Славии».
С 2013 года в средствах массовой информации появились сообщения, что Ребичек прекращает финансирование клуба и ищет покупателя для «Славии». В зимний перерыв сезона 2013/14 в клуб проявил интерес Дмитрий Романенко из концерна Лукойл, и в управлении клуба был назначен бывший спортивный директор питерского «Зенита» Игорь Корнеев. Он после двух весенних туров освободил Коубека, поставив вместо него малоизвестного голландского специалиста Алекса Пастора. Спортивный директор клуба Яромир Шетерле в знак протеста против увольнения Коубека, также оставил свой пост в «Славии». Помощником Пастора стала бывшая звезда «Славии» Владимир Шмицер. Впрочем сезон 2013/14 с иностранным тренером «Славия» заканчивала крайне неудачно, заняв 13-е место и спаслась от вылета лишь последнем туре — несмотря на поражение 0:2 от «Баника», конкуренты «Славии» за сохранение прописки «Сигма» и «Богемианс 1905» также проиграли и оставили «Славию» в высшем дивизионе.
Тренер Алекс Пастор ещё до конца сезона решил не продлевать сотрудничество с командой, вместе с ним команду в конце сезона покинул и Шмицер. Также переговоры с российским инвестором не увенчались успехом, что привело к уходу Корнеева из клуба, а Мирослав Беранек третий раз был назначен тренером «Славии». Он объявил о плане возвращения «Славии» в еврокубки через три года. В течение первых пяти туров «Славия» выиграла четыре раза, но затем результаты ухудшились и сезон 2014/15 команда закончила на 11 месте. Тренер Беранек был уволен по окончании сезона, а его преемником стал Душан Угрин, что с 1999 по 2001 год работал помощником тренеров Ципры и Яролима в клубе.
Летом 2015 года финансовые проблемы «Славии» углубились. Бывший директор клуба Збынек Кусий требовал от «Славии» 19 млн крон, а в июня того же года подал предложение о банкротстве клуба. Другие компании, такие как «Gamma Enterprise», присоединились к предложению. Кроме этого появилась информация, что «Славия» якобы задолжала некоторым бывшим игрокам. Генеральный директор «Славии» Давид Трунд отклонил идеи Кусого и опроверг, что «Славия» не в состоянии оплатить свои долги. По словам Трунда это «продуманный процесс нескольких конкретных людей, направленный на то, чтобы контролировать и уничтожить «Славию».

### С 2015. Под управлением китайских инвесторов
4 сентября 2015 года владельцем клуба стала китайская компания «CEFC China Energy Company Limited» и «Fly Sport Investments» чешского предпринимателя Иржи Шимана. Китайцы получили 59,97 % акций клуба(также став генеральным партнёром), а Шимана — 39,97 %, остальные акции принадлежали мелким акционерам. Новым председателем клуба был назначен Шимана, а в наблюдательный совет вошли менеджер CEFC Чан Чао-Туо, бывший политик Чешской социал-демократической партии Ярослав Тврдик и Владимир Шмицер, генеральным директором остался Давид Трунд. Новые владельцы погасили все долги клуба и заявили о своём намерении вернуть «Славию» в борьбу за верхние позиции.
В зимний перерыв сезона 2015/16 «Славия» подписала восемь новичков, потратив значительную сумму денег. Впрочем, в руководстве начались споры по дальнейшему развитию клуба: Тврдик намеревался инвестировать в «Славию» значительные средства для достижения немедленного успеха, а Шимана предпочёл путь постепенного улучшения с меньшими затратами. Эти споры завершились 6 апреля 2016 года, когда Шимана ушёл с поста председателя клуба, при этом его доля собственности сохранилась. Через два дня Тврдик и Шимана примирились: Шиману было поручено построить молодёжную академию и вернуться в совет директоров, в котором Тврдик стал председателем. В то же время доля собственности «CEFC» выросла с 60 % до 67 %, тогда как доля Шимана снизилась с 40 % до 33 %. В мае 2016 года «CEFC» увеличил свою долю до 81 %.
В сезоне 2015/16 «Славия» заняла пятое место в чемпионате и после семи лет вернулась в еврокубки. Во втором предварительном раунде Лиги Европы клуб прошёл эстонскую «Левадию» и в третьем — португальский «Риу Аве», однако в раунде плей-офф чешский клуб крупно уступил «Андерлехту», дважды по 0:3. В чемпионате дела шли не лучше — в стартовых матчах сезона 2016/17 «Славия» получила 5 очков из 12 возможных, в результате чего свои должности покинули тренер Угрин и спортивный директор Йозеф Инох. Ярослав Шилгавый стал новым тренером, под руководством которого команда до конца сезона не проиграла ни одного матча и 27 мая 2017 года стала чемпионом страны, получив свой четвёртый титул чемпиона Чехии. Также в течение этого сезона «CEFC» в ноябре 2016 года приобрёл остатки акций Шимана, а 17 апреля 2017 года стал владельцем «Эден Арены».
В Лиге чемпионов 2017/18 «Славия» начала с 3-го квалификационного раунда, в котором прошла белорусское БАТЭ, но в 4-м квалификационном раунде уступила кипрскому АПОЭЛу и вылетела в групповой этап Лиги Европы, который также не сумела преодолеть. Зато в чемпионате команда продолжала борьбу за новое чемпионство и 25 сентября 2017 года, преодолев «Фастав» (Злин), «Славия» установила новый рекорд чемпионата Чехии — 34 матча подряд без поражений. Серия закончилась на 36 играх. На зимний перерыв клуб пошёл на втором месте, уступая «Виктории» (Пльзень) на 14 очков. Провал европейской кампании и потеря реальных шансов на чемпионский титул привёл к отставке Шилгавый, новым тренером стал Йиндржих Трпишовский.
В феврале 2018 был арестован председатель «CEFC» Е Цзяньмин по подозрению в экономических преступлениях. Стало ясно, что «CEFC» испытывает серьёзные финансовые проблемы. Средства массовой информации предполагали, что проблемы «CEFC» могут также повлиять на «Славию». Впрочем команда сумела продолжить удачные выступления и сохранить второе место в чемпионате, а также в мае 2018 года выиграла Кубок Чехии после 16 лет перерыва.
Второе место позволило команде выйти в третий раунд квалификации Лиги чемпионов 2018/19, где команда встретилась с киевским «Динамо». Дома пражане удалось вырвать ничью 1:1 на последних минутах матча, но поражение в Киеве со счётом 0: 2 отправила «Славию» в групповой этап Лиги Европы.

## История названий
- 1892—1893 «СК АЦОС Прага» (чеш. Sportovní klub Akademický cyklistický odbor Slavia Praha)
- 1895—1948 «СК Славия Прага» (чеш. Sportovní klub Slavia Praha)
- 1948—1949 «Сокол Славия Праг» (чеш. Sokol Slavia Praha)
- 1949—1953 «ЗСЕ Динамо Славия Прага» (чеш. Základní sportovní jednota Dynamo Slavia Praha)
- 1953—1954 «ДСО Динамо Прага» (чеш. Dobrovolná sportovní organizace Dynamo Praha)
- 1954—1965 «ТЕ Динамо Прага» (чеш. Tělovýchovná jednota Dynamo Praha)
- 1965—1973 «СК Славия Прага» (чеш. Sportovní klub Slavia Praha)
- 1973—1977 «ТЕ Славия Прага» (чеш. Tělovýchovná jednota Slavia Praha)
- 1977—1978 «ТЕ Славия ИПС Прага» (чеш. Tělovýchovná jednota Slavia Inženýrské průmyslové stavby Praha)
- 1978—1991 «СК Славия ИПС Прага» (чеш. Sportovní klub Slavia Inženýrské průmyslové stavby Praha)
- 1991—н. в. «СК Славия Прага» (чеш. Sportovní klub Slavia Praha - fotbal a.s.)

## Основные сведения

Флаг «Славии»

### Имя
Название «Славия» является латинским термином, которым в ранней средневековой литературе называли территории, населённые славянами

### Клубные цвета и символы
На первом заседании комитета цветами «Славии» выбраны красный и белый (что соответствовало тогдашним цветам флага Королевства Богемия), дополнены красной пятиконечной звездой, один из углов которой направлен вниз. Белый цвет символизирует «чистоту» помыслов и намерен победить в честной борьбе. Красный цвет — символ сердца, частичку которого игроки вкладывают в каждый матч. Звезда на белом фоне означает надежду, что преподносит мнение и укрепляет дух, который позволяет пережить период неудач. Сшитый из двух половинок флаг символизирует то, что у каждого человека есть две половины и смыслом его существования является поиск равновесия между свободой и чувствами, силой и техникой, увлечением и разочарование, солнцем и тенью.

### Форма
Форма «Славии» является неизменной с самого начала существования клуба. Команда выступала в ней с исторического первого матча 25 марта 1896 года, в котором все игроки, включая голкипера, вышли в футболках, правая половина которой (с точки зрения носителя) красного цвета, а левая — белого. На белой половине была изображена большая красная пятиконечная звезда, перевёрнутая вверх ногами.
Этот формат сохранился до наших дней. В течение многих лет менялся только материал и размер красной звезды на сердце. Комбинация цветов «Славии» не запрещалась даже немцами во время Второй мировой войны и оккупации страны. 1953 года в результате запрета цветов клуба и изменения названия «Динамо» по принуждению коммунистического режима, цвета формы впервые изменились и с тех пор использовалась ряд различных комбинаций, в том числе синих, белых и жёлтых цветов. Возвращение традиционной формы состоялось 2 апреля 1956 года. С этой даты команда неизменно имеет основную красно-белую форму с красной звездой.

#### Домашний комплект
| 1896–1953 | 1953    | 1954    | 1955    | 1955    | 1956    | 2009/10 | 2011/12 | 2015/16 | 2016/17 | 2017/18 |
| 2019/20   | 2020/21 | 2021/22 | 2022/23 | 2023/24 | 2024/25 |         |         |         |         |         |

#### Гостевой комплект
В отличие от основной формы, второй комплект часто менял свои цвета. Ниже приведены некоторые из использованных комбинаций.
| 1960—1990 | 1996    | 2002    | 2003    | 2005    | 2006 | 2007 | 2008 | 2015/16 | 2016/17 | 2019/20 |
| 2020/21   | 2021/22 | 2022/23 | 2023/24 | 2024/25 |      |      |      |         |         |         |

#### Резервный комплект
| 2018/19 | 2019/20 | 2020/21 | 2024/25 |

Источники:,

### Болельщики
«Славия», вместе со своим принципиальным пражским соперником «Спартой», принадлежит к самым популярным клубам чешского футбола. Официальный фан-клуб «Славии» был создан 16 сентября 2003 года путём объединения различных течений и групп фанатов. Секретариат фан-клуба расположен на первом этаже административной части «Эден Арены»». Одним из крупнейших и самых известных фанатских группировок клуба является «Трибуна Север» (англ. Tribuna Sever).
Самой известной кричалкой команды является «Красно-белая, боевая сила», что выкрикивается после матчей, чтобы поблагодарить игроков «Славии» за их игру. Впервые кричалка, хотя и не в окончательном виде, была продекламированна 29 октября 2006 года после матча «Славии» против «Млада-Болеслав», которую пражская команда выиграла 3:1. В своей первой версии кричалка содержала также слова «Смерть Спарте» (чеш. «Smrt Spartě!»). На видео, которое появилось после матча было видно, что кроме болельщиков эти слова пели и игроки клуба Станислав Влчек, Павел Форжт и Радек Досоудил. Влчек, который в то время был капитаном команды, был наказан и всем игрокам пришлось извиниться. Болельщики отреагировали на ситуацию, изменив текст кричалки. Осенью 2007 года, после проигранного 0:7 выездного матча группового этапа Лиги чемпионов против «Арсенала», болельщики выкрикивали эту кричалку несмотря на разгромное поражение. Этот акт также привлёк внимание в зарубежных СМИ.
Červenobílá
Bojová síla
Slavie
Praha
Vždycky jsme s váma
Po výhře
Po prohře
A proto — ať žije Slavie

## Дерби и ультрас
У клуба «Славии» есть главное дерби, это матчи с клубом «Спарта» (это противостояние называется Пражское дерби). Так же принципиальными соперниками являются: «Виктория», «Слован» Либерец, «Баник», «Дукла», «Сигма». Так же враги, это «Слован» Братислава. Друзья: «Богемианс 1905», «Гурник» Валбжих, «Заглембе» Сосновец. Так же, есть хорошие отношения с ультрас «Хайдук» Сплит.

## Текущий состав
| 1  | Флаг Чехии    | Вр  | Ондржей Коларж  | 1994 |  |  |  |  |  |
| 35 | Чехия         | Вр  | Якуб Маркович   | 2001 |  |  |  |  |  |
| 36 | Флаг Чехии    | Вр  | Йиндржих Станек | 1996 |  |  |  |  |  |
|    |               |     |                 |      |  |  |  |  |  |
| 3  | Флаг Чехии    | Защ | Томаш Голеш     | 1993 |  |  |  |  |  |
| 2  | Флаг Чехии    | Защ | Штепан Халоупек | 2003 |  |  |  |  |  |
| 4  | Флаг Чехии    | Защ | Давид Зима      | 2000 |  |  |  |  |  |
| 5  | Флаг Нигерии  | Защ | Иго Огбу        | 2000 |  |  |  |  |  |
| 12 | Флаг Сенегала | Защ | Малик Диуф      | 2004 |  |  |  |  |  |
| 14 | Флаг Камеруна | Защ | Симьон Мише     | 2002 |  |  |  |  |  |
| 18 | Флаг Чехии    | Защ | Ян Боржил       | 1991 |  |  |  |  |  |
| 27 | Флаг Чехии    | Защ | Томаш Влчек     | 2001 |  |  |  |  |  |
| 33 | Флаг Чехии    | Защ | Ондржей Змрзлый | 1999 |  |  |  |  |  |
|    |               |     |                 |      |  |  |  |  |  |
| 6  | Кения         | ПЗ  | Тимоти Нур Оума | 2004 |  |  |  |  |  |
| 8  | Флаг Чехии    | ПЗ  | Лукаш Масопуст  | 1993 |  |  |  |  |  |

| 10 | Флаг Греции   | ПЗ  | Христос Зафеирис  | 2003 |  |  |  |  |  |
| 16 | Нигерия       | ПЗ  | Дэвид Мозес       | 2004 |  |  |  |  |  |
| 17 | Флаг Чехии    | ПЗ  | Лукаш Провод      | 1996 |  |  |  |  |  |
| 19 | Флаг Либерии  | ПЗ  | Оскар Дорли       | 1998 |  |  |  |  |  |
| 20 | Греция        | ПЗ  | Яннис-Фивос Ботос | 2000 |  |  |  |  |  |
| 21 | Флаг Чехии    | ПЗ  | Давид Доудера     | 1998 |  |  |  |  |  |
| 22 | Флаг Чехии    | ПЗ  | Лукаш Ворлицкий   | 2002 |  |  |  |  |  |
| 28 | Флаг Чехии    | ПЗ  | Филип Пребсл      | 2003 |  |  |  |  |  |
| 29 | Либерия       | ПЗ  | Дивайн Ти         | 2006 |  |  |  |  |  |
| 32 | Флаг Чехии    | ПЗ  | Ондржей Лингр     | 1998 |  |  |  |  |  |
|    |               |     |                   |      |  |  |  |  |  |
| 9  | Чехия         | Нап | Васил Кушей       | 2000 |  |  |  |  |  |
| 13 | Флаг Чехии    | Нап | Моймир Хитил      | 1999 |  |  |  |  |  |
| 25 | Флаг Чехии    | Нап | Томаш Хорый       | 1995 |  |  |  |  |  |
| 26 | Флаг Словакии | Нап | Иван Шранц        | 1993 |  |  |  |  |  |

## Руководство и тренерский штаб
| Должность                       | Имя                  |
| ------------------------------- | -------------------- |
| Главный тренер                  | Йиндржих Трпишовский |
| ассистенты тренера              | Ярослав Кёстль       |
| ассистенты тренера              | Зденек Густецки      |
| ассистенты тренера              | Павел Ржегак         |
| Тренеры вратарей                | Штепан Коларж        |
| Тренеры вратарей                | Радек Черны          |
| Руководитель молодёжной команды | Станислав Влчек      |
| Тренер по физической подготовке | Мартин Тршасак       |
| Руководство                     |                      |
| Президент клуба                 | Иржи Шимана          |
| Генеральный директор            | Мартин Кроб          |
| Спортивный директор             | Ян Незмар            |
| Менеджер молодёжной академии    | Иржи Плишек          |
| Финансовый директор             | Даниэль Конрад       |
| Пресс-атташе                    | Михал Бичек          |

## Стадион
Сначала «Славия» не имела своего постоянного поля, поэтому матчи проходили в разных местах Праги, чаще всего на Императорском лугу и острове Влтава.
В 1897 году клуб арендовал землю в Летне, где они построили две игровых площадки с деревянным навесом. В 1901 году была открыта первая деревянная трибуна. В 1904 — вторая трибуна, где размещался ресторан «Bránického pivovaru», канцелярии, раздевалки с душевыми, кирпичный первый этаж, а также 18 лоджий. У 1921 році стадіон розширено величезними двоповерховими дерев’яним трибунами, що пов’язані з вже наявними трибунами. Весной 1932 года была добавлена трибуна на 4000 зрителей, которая упала 2 декабря 1934 года во время матча чемпионата против «Жиденице». Тридцать зрителей получили серьёзные травмы, ещё 40 человек получили лёгкие повреждения. Событие было расследовано полицией.

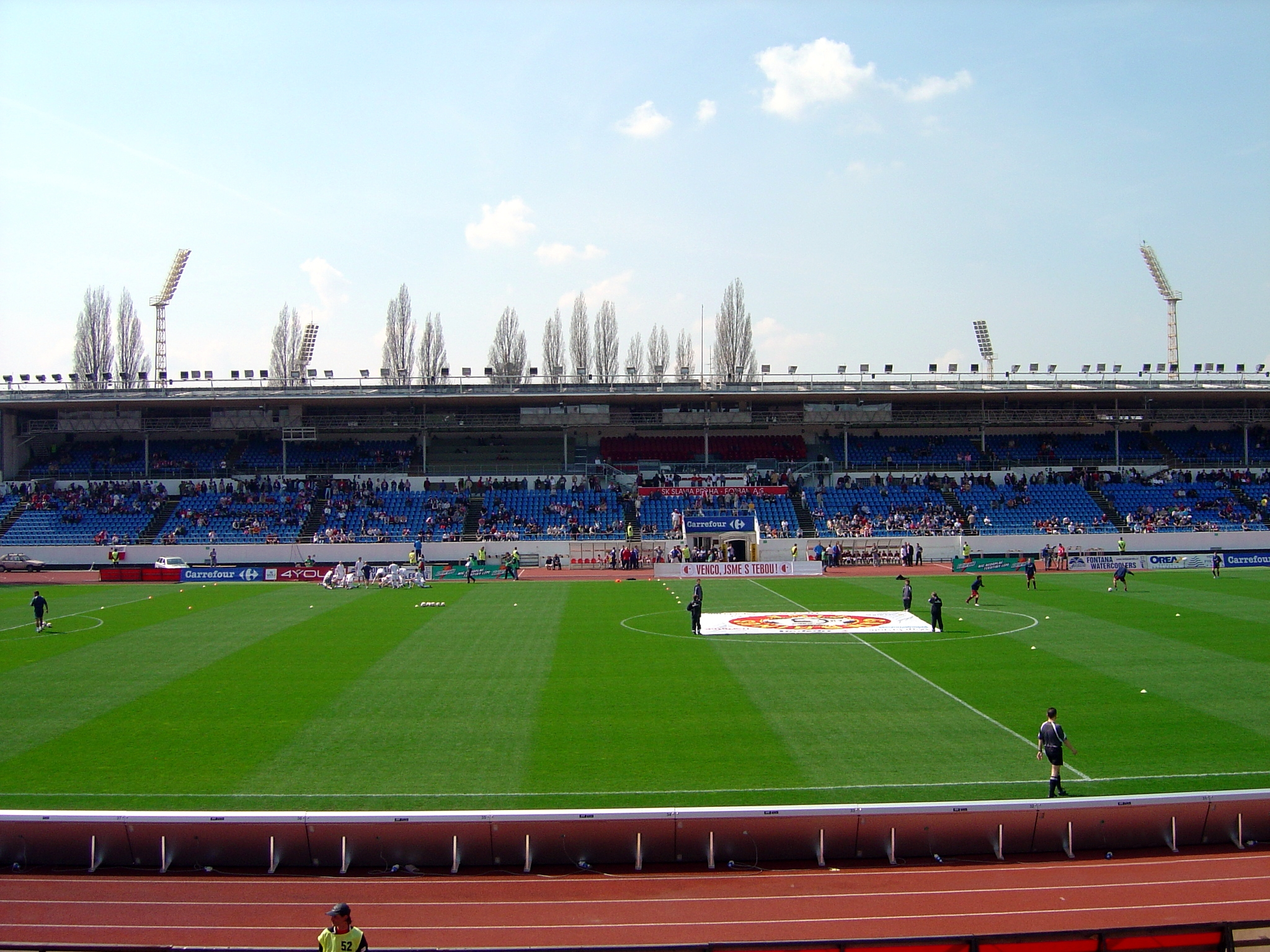
Стадион Эвжена Рошицкого, на котором «Славия» выступала в 2000—2008 годах.

Старый стадион в Летне использовался до 6 мая 1945 года, когда во время Пражского восстания был сожжён немецкими войсками в 9:00 вечера. Ущерб составил 2 828 000 крон. Следующие три года команда играла на стадионе «Спарты», а в четверг 7 апреля 1948 года был открыт отстроенный стадион «Славии» с новыми современными деревянными трибунами за 3,5 миллиона крон. Впрочем новая арена просуществовала недолго. 3 декабря 1950 года во время матча последнего тура национального чемпионата против «ЕД Карлин» никто из зрителей или игроков не знал, что «Славия» играет на Летне в последний раз. На Летнинський равнине должны были возвести монументальный памятник Сталину и стадион «Славии» мешал этим планам.
Началось уничтожение кабин, ресторана и административных зданий, разобрали деревянную трибуну и прилегающие хозяйственные постройки. В то же время экскаваторы стали сравнивать с окружающим рельефом игровую площадку. Ущерб по разрушениям составил 16,5 миллиона крон. В качестве компенсации клуб получил 600 тыс. крон и обещание нового стадиона в Вршовице до конца 1951 года. Впрочем строительство затянулось и последующие три года «Славия» была вынуждена играть на стадионах «Богемианса», «Спарты» и Страговском стадионе.
Первый матч на новом стадионе, который получил название «Эден», «Славия» провела в воскресенье, 27 сентября 1953 года в рамках чемпионата Чехословакии против клуба «Кржидла Власти» (Оломоуц). Мэр Праги Вацлав Вацек принял участие в церемонии открытия стадиона вместимостью 38 000 зрителей. Деревянная восточная (главная) трибуна была перевезена из старого стадиона в Летне, другие трибуны построены из бетона.
В 70-х годах стало ясно, что стадион не предоставляет достаточный комфорт для посетителей и начали планировать строительство нового стадиона на том же месте. Первый этап работ — снос старой восточной трибуны — был запущен в 1989 году. Клуб временно переехал на стадион «Доличек», однако падение коммунистического режима в 1989 году затягивало строительство. «Славия» переехала на стадион Эвжен Рошицького в Страгови, который был большим, но неудобным и менее вместительным.

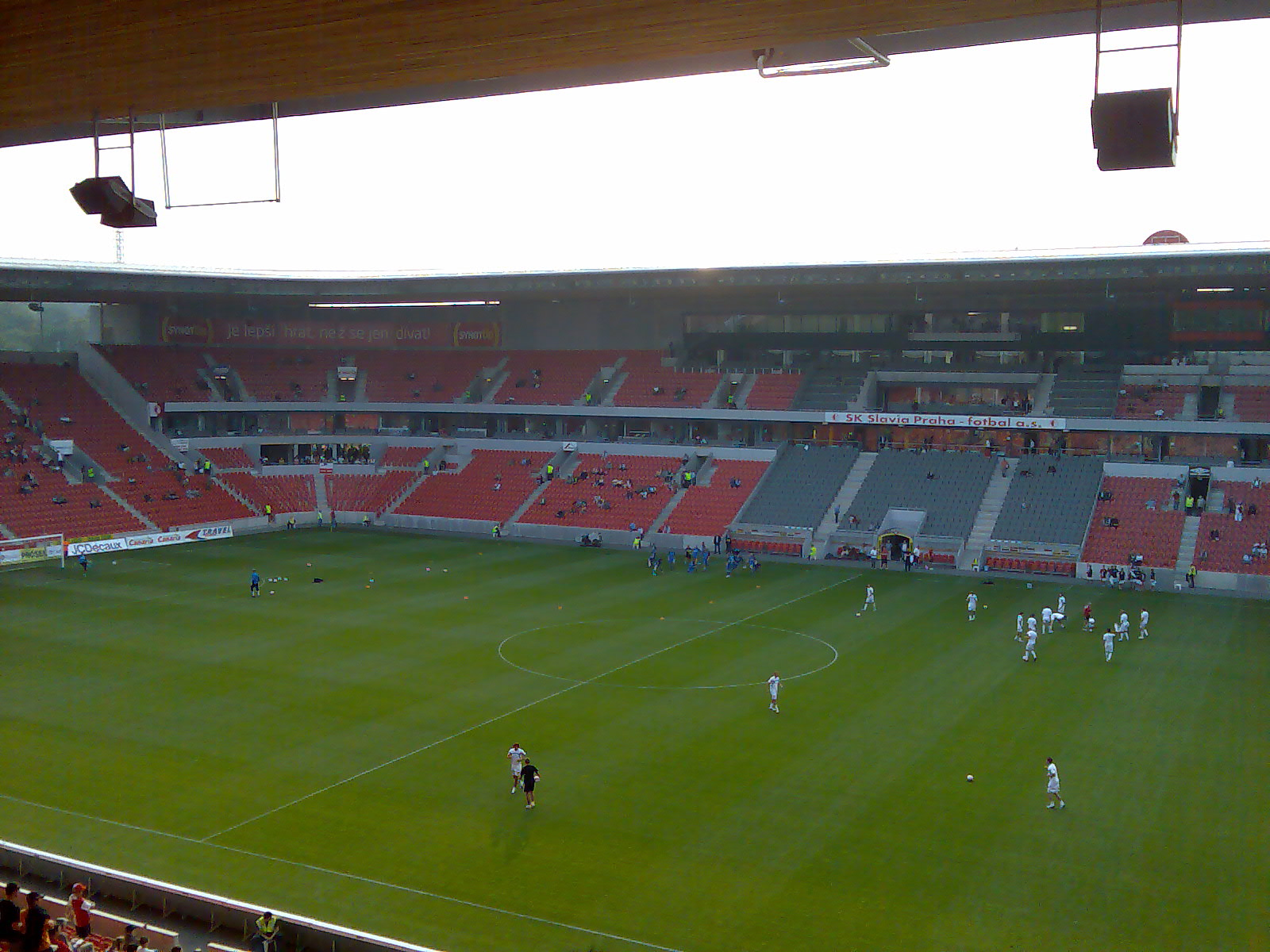
Стадион «Эден Арена».

После того как главный спонсор клуба Борис Корбель отказался финансово содержать команду, «Славия» была вынуждена вернуться на свой старый стадион «Эден». На месте снесённой восточной трибуны была построена временная, но было ясно, что «Эден» является устаревшим, и «Славияи» требуется новый стадион. Ряд других проектов был подготовлен, но «Славия» не смогла привлечь достаточно средств. К тому же возникли юридические проблемы — земля на «Едеме» находилась в государственной собственности. С 1998 года стадион не подходил для матчей еврокубков, а 13 мая 2000 года в игре чемпионата Чехии против «Ческе-Будеёвице» «Славия» провела на арене последний матч.
Со следующего сезона 2000/01 стадион не имел права принимать матчи чемпионата Чехии, поэтому «Славия» снова вернулась к непопулярного стадиона Эвжена Рошицкого. В декабре 2003 года стадион «Эден» был разрушен и в 2006 году на его месте началось строительства нового стадиона. Открытие нового стадиона состоялось 7 мая 2008 года, когда «Славия» провела товарищеский матч со студентами Оксфордского университета. Стадион вмещает около 21 000 человек и является наиболее ёмкой футбольной ареной Чехии. В 2012 году получил название «Эден Арена» в честь старого стадиона «Эден».

## Хронология
- 1892 · 2 ноября основан спортивный клуб АЦОС Прага
- 1895 · АЦОС меняет название на СК Славия
На первом собрании были выбраны цвета команды — красный и белый
- 1896 · Первый матч на «Императорском лугу»:
«Славия» — АЦ «Прага» 0:0
- 1899 · Первый международный матч на «Летне»:
«Славия» — «Берлин» 0:0
- 1908 и 1910—1912 · «Славия» четыре раза выиграла Кубок милосердия
- 1913 · победа в чемпионате Богемии
Финал: «Славия» — «Брно» 2:0

 Чемпион Богемии (1-й титул)
- 1915 · победа в чемпионате Богемии
Финал: «Славия» — «Смихов» 14:0

 Чемпион Богемии (2-й титул)
- 1925 · 1 место в чемпионате Чехословакии
 Чемпион Чехословакии (1-й титул)
- 1925-26 · 2 место в чемпионате Чехословакии
- 1927 · 2 место в чемпионате Чехословакии
- 1927-28 · 2 место в чемпионате Чехословакии
- 1928-29 · 1 место в чемпионате Чехословакии
 Чемпион Чехословакии (2-й титул)
- 1929-30 · 1 место в чемпионате Чехословакии
 Чемпион Чехословакии (3-й титул)
- 1930-31 · 1 место в чемпионате Чехословакии
 Чемпион Чехословакии (4-й титул)
- 1931-32 · 2 место в чемпионате Чехословакии
- 1932-33 · 1 место в чемпионате Чехословакии
 Чемпион Чехословакии (5-й титул)
- 1933-34 · 1 место в чемпионате Чехословакии
 Чемпион Чехословакии (6-й титул)
- 1934-35 · 1 место в чемпионате Чехословакии
 Чемпион Чехословакии (7-й титул)
- 1935-36 · 2 место в чемпионате Чехословакии
- 1936-37 · 1 место в чемпионате Чехословакии
 Чемпион Чехословакии (8-й титул)
- 1937-38 · 2 место в чемпионате Чехословакии 
 Кубок Митропы (Кубок Митропы 1938)
- 1938-39 · 2 место в чемпионате Чехословакии

- 1939-40 · 1 место в чемпионате протектората Чехии и Моравии
  Чемпион протектората Чехии и Моравии (9-й титул)
- 1940-41 · 1 место в чемпионате протектората Чехии и Моравии
 Чемпион протектората Чехии и Моравии (10-й титул)
 Кубок Чехии (1-й трофей)
- 1941-42 · 1 место в чемпионате протектората Чехии и Моравии
 Чемпион протектората Чехии и Моравии (11-й титул)
 Кубок Чехии (2-й трофей)
- 1942-43 · 1 место в чемпионате протектората Чехии и Моравии
 Чемпион протектората Чехии и Моравии (12-й титул)
- 1943-44 · 2 место в чемпионате протектората Чехии и Моравии
- 1944-45 · чемпионат не проводился из-за боевых действий

- 1945-46 · 2 место в чемпионате Чехословакии : Финал: «Славия» — «Спарта» (2:4,0:5)

 Кубок Чехии (3-й трофей)
- 1946-47 · 1 место в чемпионате Чехословакии
 Чемпион Чехословакии (14-й титул)
- 1947-48 · 2 место в чемпионате Чехословакии 
Клуб «Славия» после февральского мятежа 1948 года переименован в «Динамо».

- 1949 · 5 место в чемпионате Чехословакии
- 1950 · 7 место в чемпионате Чехословакии
- 1951 ·11 место в чемпионате Чехословакии
 Вылет во второй дивизион, чемпионата Праги
- 1952 · Победа в чемпионате Праги
 Возвращение в Первую лигу Чехословакии
- 1953 · 8 место в чемпионате Чехословакии
- 1954 · 7 место в чемпионате Чехословакии
- 1955 · 5 место в чемпионате Чехословакии
- 1956 · 10 место в чемпионате Чехословакии
- 1957-58 · 5 место в чемпионате Чехословакии
- 1958-59 · 3 место в чемпионате Чехословакии
- 1959-60 · 11 место в чемпионате Чехословакии
- 1960-61 · 14 место в чемпионате Чехословакии
 Вылет до Второй лиги
- 1961-62 · 1 место во Второй лиге
 Возвращение в Первую лигу Чехословакии
- 1962-63 · 14 место в чемпионате Чехословакии
 Вылет до Второй лиги
- 1963-64 · участие во Второй лиге — матч за сохранение прописки

- 1964 · Клуб «Динамо» вернул себе историческое название «Славия»
- 1964-65 · 1 место во Второй лиге
 Возвращение в Первую лигу Чехословакии
- 1965-66 · 3 место в чемпионате Чехословакии : (одинаковое количество очков с клубами, занявшими два первых места)
- 1966-67 · 5 место в чемпионате Чехословакии
- 1967-68 · 8 место в чемпионате Чехословакии

- 1968-69 · 11 место в чемпионате Чехословакии
- 1969-70 · 11 место в чемпионате Чехословакии
- 1970-71 · 12 место в чемпионате Чехословакии
- 1971-72 · 7 место в чемпионате Чехословакии
- 1972-73 · 14 место в чемпионате Чехословакии
- 1973-74 · 3 место в чемпионате Чехословакии 
 Обладатель Кубка Чехии (4-й титул)

Финалист Кубка Чехословакии
- 1974-75 · 5 место в чемпионате Чехословакии
 Участие в Кубке обладателей кубков (1-й раунд)
- 1975-76 · 3 место в чемпионате Чехословакии
- 1976-77 · 3 место в чемпионате Чехословакии 
 Участие в Кубке УЕФА (1-й раунд)
- 1977-78 · 4 место в чемпионате Чехословакии
 Участие в Кубке УЕФА (1-й раунд)
- 1978-79 · 7 место в чемпионате Чехословакии
- 1979-80 · 9 место в чемпионате Чехословакии
- 1980-81 · 7 место в чемпионате Чехословакии
- 1981-82 · 7 место в чемпионате Чехословакии
- 1982-83 · 6 место в чемпионате Чехословакии
- 1983-84 · 12 место в чемпионате Чехословакии
- 1984-85 · 3 место в чемпионате Чехословакии
- 1985-86 · 6 место в чемпионате Чехословакии
 Участие в Кубке УЕФА (1-й раунд)
- 1986-87 · 7 место в чемпионате Чехословакии
- 1987-88 · 6 место в чемпионате Чехословакии
- 1988-89 · 4 место в чемпионате Чехословакии
- 1989-90 · 10 место в чемпионате Чехословакии
- 1990-91 · 9 место в чемпионате Чехословакии
- 1991-92 · 4 место в чемпионате Чехословакии
- 1992-93 · 2 место в чемпионате Чехословакии 
 Участие в Кубке УЕФА (1-й раунд)

- 1993-94 · 2 место в чемпионате Чехии 
 Участие в Кубке УЕФА (1-й раунд)
- 1994-95 · 2 место в чемпионате Чехии 
 Участие в Кубке УЕФА (1-й раунд)
- 1995-96 · 1 место в чемпионате Чехии
 Чемпион Чехии (1-й титул)
 Полуфиналист Кубка УЕФА
- 1996-97 · 2 место в чемпионате Чехии 
 Кубок Чехии (1-й трофей)
 Участие в Лиге чемпионов УЕФА (квалификация)
 Участие в Кубке УЕФА (2-й раунд)
- 1997-98 · 2 место в чемпионате Чехии 
 Четвертьфиналист Кубка обладателей кубков
- 1998-99 · 3 место в чемпионате Чехии 
 Кубок Чехии (2-й трофей)

 Участие в Кубке УЕФА (2-й раунд)
- 1999-00 · 2 место в чемпионате Чехии 
 Четвертьфиналист Кубка УЕФА
- 2000-01 · 2 место в чемпионате Чехии 
 Участие в Лиге чемпионов УЕФА (3-й раунд квалификации)

 Участие в Кубке УЕФА (4-й раунд)
- 2001-02 · 5 место в чемпионате Чехии
 Кубок Чехии (3-й трофей)

 Участие в Лиге чемпионов УЕФА (3-й раунд квалификации)
 Участие в Кубке УЕФА (1-й раунд)
- 2002-03 · 2 место в чемпионате Чехии

 Участие в Кубке УЕФА (4-й раунд)
- 2003-04 · 4 место в чемпионате Чехии
 Участие в Лиге чемпионов УЕФА (3-й раунд квалификации)

 Участие в Кубке УЕФА (2-й раунд)
- 2004-05 · 2 место в чемпионате Чехии 
 Участие в Кубке УЕФА (2-й раунд)
- 2005-06 · 3 место в чемпионате Чехии 
 Участие в Лиге чемпионов УЕФА (3-й раунд квалификации)

 Участие в Кубке УЕФА (3-й раунд)
- 2006-07 · 2 место в чемпионате Чехии 
 Участие в Кубке УЕФА (1-й раунд)
- 2007-08 · 1 место в чемпионате Чехии
 Чемпион Чехии (2-й титул)

 Открыт новый стадион «Эден Арена»
 Групповой этап Лиги чемпионов УЕФА
 Участие в Кубке УЕФА (3-й раунд)
- 2008-09 · 1 место в чемпионате Чехии
 Чемпион Чехии (3-й титул)
 Участие в Лиге чемпионов УЕФА (3-й раунд квалификации)

 Участие в Кубке УЕФА (2-й раунд)
- 2009-10 · 7 место в чемпионате Чехии
 Участие в Лиге чемпионов УЕФА (3-й раунд квалификации)

 Участие в Лиге Европы УЕФА (групповой этап)
- 2010-11 · 9 место в чемпионате Чехии
- 2011-12 · 12 место в чемпионате Чехии
- 2012-13 · 7 место в чемпионате Чехии
- 2013-14 · 13 место в чемпионате Чехии
- 2014-15 · 11 место в чемпионате Чехии
- 2015-16 · 5 место в чемпионате Чехии

- 2016-17 · 1 место в чемпионате Чехии
 Чемпион Чехии (4-й титул

 Участие в Лиге Европы УЕФА (4-й раунд квалификации)
- 2017-18 · 2 место в чемпионате Чехии 
 Кубок Чехии (4-й трофей)
 Участие в Лиге чемпионов УЕФА (4-й раунд квалификации)

 Участие в Лиге Европы УЕФА (групповой этап)
- 2018-19 · 1 место в чемпионате Чехии
 Участие в Лиге чемпионов УЕФА (3-й раунд квалификации)
- 2019-20 · 1 место в чемпионате Чехии
 Участие в Лиге чемпионов УЕФА (3-й раунд квалификации)

## Результаты выступлений

### Чемпионат
Любительский уровень:
| Чехословакия (1918—1924) |                               |         |    |    |   |   |    |    |     |    |       |
| Сезон                    | Оригинальное название турнира | Уровень | И  | В  | Н | П | ГЗ | ГП | +/- | О  | Место |
| 1918                     | Středočeská župa              | 1       | 8  | 8  | 0 | 0 | 54 | 3  | +51 | 16 | 1.    |
| 1919                     | Středočeská župa              | 1       | 8  | 7  | 0 | 1 | 37 | 7  | +30 | 14 | 2.    |
| 1920                     | Středočeská župa              | 1       | 11 | 5  | 1 | 5 | 35 | 17 | +18 | 11 | 6.    |
| 1921                     | Středočeská župa              | 1       | 11 | 7  | 2 | 2 | 31 | 16 | +15 | 16 | 3.    |
| 1922                     | Středočeská župa              | 1       | 13 | 12 | 0 | 1 | 43 | 13 | +30 | 24 | 2.    |
| 1923                     | Středočeská župa              | 1       | 15 | 12 | 1 | 2 | 78 | 25 | +53 | 25 | 2.    |
| 1924                     | Středočeská župa              | 1       | 12 | 11 | 0 | 1 | 53 | 15 | +42 | 22 | 1.    |

Профессиональная лига:
| Чехословакия (1925—1938)                  |                                       |                      |                      |                      |                      |                      |                      |                      |                      |                      |                      |
| Сезон                                     | Оригинальное название турнира         | Уровень              | И                    | В                    | Н                    | П                    | ГЗ                   | ГП                   | +/-                  | О                    | Место                |
| 1925                                      | Asociační liga                        | 1                    | 9                    | 7                    | 1                    | 1                    | 38                   | 10                   | +28                  | 15                   | 1.                   |
| 1925/26                                   | Středočeská 1. liga                   | 1                    | 22                   | 18                   | 2                    | 2                    | 112                  | 25                   | +87                  | 38                   | 2.                   |
| 1927                                      | Kvalifikační soutěž                   | 1                    | 7                    | 5                    | 1                    | 1                    | 30                   | 12                   | +18                  | 11                   | 2.                   |
| 1927/28                                   | Středočeská 1. liga                   | 1                    | 12                   | 7                    | 2                    | 3                    | 27                   | 20                   | +7                   | 16                   | 2.                   |
| 1928/29                                   | Středočeská 1. liga                   | 1                    | 12                   | 10                   | 1                    | 1                    | 47                   | 15                   | +32                  | 21                   | 1.                   |
| 1929/30                                   | 1. asociační liga                     | 1                    | 14                   | 14                   | 0                    | 0                    | 64                   | 13                   | +51                  | 28                   | 1.                   |
| 1930/31                                   | 1. asociační liga                     | 1                    | 14                   | 12                   | 0                    | 2                    | 48                   | 14                   | +34                  | 24                   | 1.                   |
| 1931/32                                   | 1. asociační liga                     | 1                    | 16                   | 10                   | 2                    | 4                    | 44                   | 25                   | +19                  | 22                   | 2.                   |
| 1932/33                                   | 1. asociační liga                     | 1                    | 18                   | 12                   | 2                    | 4                    | 60                   | 21                   | +39                  | 26                   | 1.                   |
| 1933/34                                   | 1. asociační liga                     | 1                    | 18                   | 14                   | 2                    | 2                    | 63                   | 26                   | +37                  | 30                   | 1.                   |
| 1934/35                                   | Státní liga                           | 1                    | 22                   | 15                   | 6                    | 1                    | 80                   | 29                   | +51                  | 36                   | 1.                   |
| 1937/38                                   | Státní liga                           | 1                    | 22                   | 19                   | 3                    | 4                    | 90                   | 32                   | +58                  | 41                   | 2.                   |
| 1936/37                                   | Státní liga                           | 1                    | 22                   | 17                   | 4                    | 1                    | 86                   | 23                   | +63                  | 38                   | 1.                   |
| 1937/38                                   | Státní liga                           | 1                    | 22                   | 14                   | 1                    | 7                    | 72                   | 33                   | +39                  | 29                   | 2.                   |
| 1938/39                                   | Státní liga                           | 1                    | 20                   | 15                   | 1                    | 4                    | 86                   | 30                   | +56                  | 31                   | 2.                   |
| Протекторат Богемии и Моравии (1939—1944) |                                       |                      |                      |                      |                      |                      |                      |                      |                      |                      |                      |
| Сезон                                     | Оригинальное название турнира         | Уровень              | И                    | В                    | Н                    | П                    | ГЗ                   | ГП                   | +/-                  | О                    | Место                |
| 1939/40                                   | Národní liga                          | 1                    | 22                   | 15                   | 6                    | 1                    | 107                  | 37                   | +70                  | 36                   | 1.                   |
| 1940/41                                   | Národní liga                          | 1                    | 22                   | 14                   | 4                    | 4                    | 93                   | 42                   | +51                  | 32                   | 1.                   |
| 1941/42                                   | Národní liga                          | 1                    | 22                   | 18                   | 1                    | 3                    | 100                  | 41                   | +59                  | 37                   | 1.                   |
| 1942/43                                   | Národní liga                          | 1                    | 22                   | 15                   | 2                    | 5                    | 99                   | 40                   | +59                  | 32                   | 1.                   |
| 1943/44                                   | Národní liga                          | 1                    | 26                   | 22                   | 1                    | 3                    | 131                  | 43                   | +88                  | 45                   | 2.                   |
| 1944/45                                   | Турнир не проводился                  | Турнир не проводился | Турнир не проводился | Турнир не проводился | Турнир не проводился | Турнир не проводился | Турнир не проводился | Турнир не проводился | Турнир не проводился | Турнир не проводился | Турнир не проводился |
| Чехословакия (1945—1993)                  |                                       |                      |                      |                      |                      |                      |                      |                      |                      |                      |                      |
| Сезон                                     | Оригинальное название турнира         | Уровень              | И                    | В                    | Н                    | П                    | ГЗ                   | ГП                   | +/-                  | О                    | Место                |
| 1945/46                                   | Státní liga — sk. B                   | 1                    | 18                   | 13                   | 3                    | 2                    | 99                   | 24                   | +75                  | 29                   | 1.                   |
| 1946/47                                   | Státní liga                           | 1                    | 26                   | 19                   | 2                    | 5                    | 110                  | 54                   | +56                  | 40                   | 1.                   |
| 1947/48                                   | Státní liga                           | 1                    | 20                   | 11                   | 5                    | 4                    | 64                   | 39                   | +25                  | 27                   | 2.                   |
| 1949                                      | Celostátní československé mistrovství | 1                    | 26                   | 14                   | 2                    | 10                   | 71                   | 54                   | +17                  | 30                   | 5.                   |
| 1950                                      | Celostátní československé mistrovství | 1                    | 26                   | 10                   | 5                    | 11                   | 58                   | 47                   | +11                  | 25                   | 7.                   |
| 1951                                      | Mistrovství československé republiky  | 1                    | 26                   | 11                   | 2                    | 13                   | 60                   | 62                   | -2                   | 24                   | 11.                  |
| 1952                                      | Krajský přebor ÚNV město              | 2                    | 22                   | 21                   | 0                    | 1                    | 120                  | 26                   | +94                  | 42                   | 1.                   |
| 1953                                      | Přebor československé republiky       | 1                    | 13                   | 6                    | 2                    | 5                    | 22                   | 22                   | 0                    | 14                   | 8.                   |
| 1954                                      | Přebor československé republiky       | 1                    | 22                   | 9                    | 3                    | 10                   | 36                   | 57                   | -21                  | 21                   | 7.                   |
| 1955                                      | Přebor československé republiky       | 1                    | 22                   | 10                   | 4                    | 8                    | 38                   | 42                   | -4                   | 24                   | 5.                   |
| 1956                                      | 1. liga                               | 1                    | 22                   | 6                    | 5                    | 11                   | 35                   | 45                   | -10                  | 17                   | 10.                  |
| 1957/58                                   | 1. liga                               | 1                    | 33                   | 14                   | 8                    | 11                   | 56                   | 50                   | +6                   | 36                   | 5.                   |
| 1958/59                                   | 1. liga                               | 1                    | 26                   | 12                   | 7                    | 7                    | 39                   | 34                   | +5                   | 31                   | 3.                   |
| 1959/60                                   | 1. liga                               | 1                    | 26                   | 9                    | 5                    | 12                   | 36                   | 44                   | -8                   | 23                   | 11.                  |
| 1960/61                                   | 1. liga                               | 1                    | 26                   | 5                    | 4                    | 17                   | 30                   | 49                   | -19                  | 14                   | 14.                  |
| 1961/62                                   | 2. liga — група A                     | 2                    | 22                   | 16                   | 4                    | 2                    | 69                   | 18                   | +51                  | 36                   | 1.                   |
| 1962/63                                   | 1. liga                               | 1                    | 26                   | 6                    | 6                    | 14                   | 30                   | 46                   | -16                  | 18                   | 14.                  |
| 1963/64                                   | 2. liga — група B                     | 2                    | 26                   | 9                    | 7                    | 10                   | 37                   | 27                   | +10                  | 25                   | 8.                   |
| 1964/65                                   | 2. liga — група A                     | 2                    | 26                   | 21                   | 2                    | 3                    | 73                   | 17                   | +56                  | 44                   | 1.                   |
| 1965/66                                   | 1. liga                               | 1                    | 30                   | 12                   | 9                    | 5                    | 35                   | 24                   | +11                  | 33                   | 3.                   |
| 1966/67                                   | 1. liga                               | 1                    | 26                   | 12                   | 6                    | 8                    | 39                   | 37                   | +2                   | 30                   | 5.                   |
| 1967/68                                   | 1. liga                               | 1                    | 26                   | 11                   | 6                    | 9                    | 39                   | 38                   | +1                   | 28                   | 8.                   |
| 1968/69                                   | 1. liga                               | 1                    | 26                   | 10                   | 3                    | 13                   | 26                   | 37                   | -11                  | 23                   | 11.                  |
| 1969/70                                   | 1. liga                               | 1                    | 26                   | 7                    | 12                   | 11                   | 29                   | 42                   | -13                  | 26                   | 12.                  |
| 1970/71                                   | 1. liga                               | 1                    | 30                   | 11                   | 7                    | 12                   | 27                   | 33                   | -6                   | 29                   | 12.                  |
| 1971/72                                   | 1. liga                               | 1                    | 30                   | 13                   | 2                    | 15                   | 30                   | 37                   | -7                   | 28                   | 7.                   |
| 1972/73                                   | 1. liga                               | 1                    | 30                   | 8                    | 9                    | 13                   | 30                   | 41                   | -11                  | 25                   | 14.                  |
| 1973/74                                   | 1. liga                               | 1                    | 30                   | 16                   | 2                    | 12                   | 47                   | 38                   | +9                   | 34                   | 3.                   |
| 1974/75                                   | 1. liga                               | 1                    | 30                   | 12                   | 6                    | 12                   | 46                   | 44                   | +2                   | 30                   | 5.                   |
| 1975/76                                   | 1. liga                               | 1                    | 30                   | 16                   | 4                    | 10                   | 50                   | 33                   | +17                  | 36                   | 3.                   |
| 1976/77                                   | 1. liga                               | 1                    | 30                   | 13                   | 10                   | 7                    | 53                   | 36                   | +17                  | 36                   | 3.                   |
| 1977/78                                   | 1. liga                               | 1                    | 30                   | 11                   | 12                   | 7                    | 39                   | 37                   | +2                   | 34                   | 4.                   |
| 1978/79                                   | 1. liga                               | 1                    | 30                   | 12                   | 5                    | 13                   | 40                   | 45                   | -5                   | 29                   | 7.                   |
| 1979/80                                   | 1. liga                               | 1                    | 30                   | 12                   | 6                    | 12                   | 43                   | 42                   | +1                   | 30                   | 9.                   |
| 1980/81                                   | 1. liga                               | 1                    | 30                   | 13                   | 6                    | 11                   | 40                   | 48                   | -8                   | 32                   | 7.                   |
| 1981/82                                   | 1. liga                               | 1                    | 30                   | 10                   | 10                   | 10                   | 44                   | 41                   | +3                   | 30                   | 7.                   |
| 1982/83                                   | 1. liga                               | 1                    | 30                   | 12                   | 8                    | 10                   | 56                   | 53                   | +3                   | 32                   | 6.                   |
| 1983/84                                   | 1. liga                               | 1                    | 30                   | 11                   | 4                    | 15                   | 40                   | 57                   | -17                  | 26                   | 12.                  |
| 1984/85                                   | 1. liga                               | 1                    | 30                   | 16                   | 7                    | 7                    | 59                   | 33                   | +26                  | 39                   | 3.                   |
| 1985/86                                   | 1. liga                               | 1                    | 30                   | 15                   | 4                    | 11                   | 37                   | 28                   | +9                   | 34                   | 6.                   |
| 1986/87                                   | 1. liga                               | 1                    | 30                   | 13                   | 5                    | 12                   | 53                   | 34                   | +19                  | 31                   | 7.                   |
| 1987/88                                   | 1. liga                               | 1                    | 30                   | 12                   | 7                    | 11                   | 49                   | 45                   | +4                   | 31                   | 6.                   |
| 1988/89                                   | 1. liga                               | 1                    | 30                   | 15                   | 3                    | 12                   | 55                   | 49                   | +6                   | 33                   | 4.                   |
| 1989/90                                   | 1. liga                               | 1                    | 30                   | 10                   | 8                    | 12                   | 37                   | 39                   | -2                   | 28                   | 10.                  |
| 1990/91                                   | 1. liga                               | 1                    | 30                   | 10                   | 10                   | 10                   | 44                   | 48                   | -4                   | 30                   | 9.                   |
| 1991/92                                   | 1. liga                               | 1                    | 30                   | 17                   | 7                    | 6                    | 63                   | 26                   | +37                  | 41                   | 4.                   |
| 1992/93                                   | 1. liga                               | 1                    | 30                   | 18                   | 7                    | 5                    | 70                   | 28                   | +42                  | 43                   | 2.                   |
| Чехия (1993 —)                            |                                       |                      |                      |                      |                      |                      |                      |                      |                      |                      |                      |
| Сезон                                     | Оригинальное название турнира         | Уровень              | И                    | В                    | Н                    | П                    | ГЗ                   | ГП                   | +/-                  | О                    | Место                |
| 1993/94                                   | 1. liga                               | 1                    | 30                   | 16                   | 7                    | 7                    | 55                   | 28                   | +27                  | 39                   | 2.                   |
| 1994/95                                   | 1. liga                               | 1                    | 30                   | 19                   | 7                    | 4                    | 52                   | 20                   | +32                  | 64                   | 2.                   |
| 1995/96                                   | 1. liga                               | 1                    | 30                   | 23                   | 1                    | 6                    | 68                   | 28                   | +40                  | 70                   | 1.                   |
| 1996/97                                   | 1. liga                               | 1                    | 30                   | 18                   | 7                    | 5                    | 59                   | 24                   | +35                  | 61                   | 2.                   |
| 1997/98                                   | Gambrinus liga                        | 1                    | 30                   | 17                   | 8                    | 5                    | 42                   | 22                   | +20                  | 59                   | 2.                   |
| 1998/99                                   | Gambrinus liga                        | 1                    | 30                   | 15                   | 10                   | 5                    | 51                   | 31                   | +20                  | 55                   | 3.                   |
| 1999/00                                   | Gambrinus liga                        | 1                    | 30                   | 21                   | 5                    | 4                    | 53                   | 25                   | +28                  | 68                   | 2.                   |
| 2000/01                                   | Gambrinus liga                        | 1                    | 30                   | 14                   | 10                   | 6                    | 46                   | 32                   | +14                  | 52                   | 2.                   |
| 2001/02                                   | Gambrinus liga                        | 1                    | 30                   | 12                   | 11                   | 7                    | 45                   | 34                   | +11                  | 47                   | 5.                   |
| 2002/03                                   | Gambrinus liga                        | 1                    | 30                   | 18                   | 10                   | 2                    | 65                   | 19                   | +46                  | 64                   | 2.                   |
| 2003/04                                   | Gambrinus liga                        | 1                    | 30                   | 15                   | 7                    | 8                    | 43                   | 24                   | +19                  | 52                   | 4.                   |
| 2004/05                                   | Gambrinus liga                        | 1                    | 30                   | 15                   | 8                    | 7                    | 39                   | 25                   | +14                  | 53                   | 2.                   |
| 2005/06                                   | Gambrinus liga                        | 1                    | 30                   | 15                   | 9                    | 6                    | 56                   | 34                   | +22                  | 54                   | 3.                   |
| 2006/07                                   | Gambrinus liga                        | 1                    | 30                   | 17                   | 7                    | 6                    | 44                   | 23                   | +21                  | 58                   | 2.                   |
| 2007/08                                   | Gambrinus liga                        | 1                    | 30                   | 17                   | 9                    | 4                    | 45                   | 24                   | +21                  | 60                   | 1.                   |
| 2008/09                                   | Gambrinus liga                        | 1                    | 30                   | 18                   | 8                    | 4                    | 57                   | 25                   | +32                  | 61                   | 1.                   |
| 2009/10                                   | Gambrinus liga                        | 1                    | 30                   | 11                   | 8                    | 11                   | 37                   | 35                   | +2                   | 41                   | 7.                   |
| 2010/11                                   | Gambrinus liga                        | 1                    | 30                   | 9                    | 13                   | 8                    | 41                   | 36                   | +5                   | 40                   | 9.                   |
| 2011/12                                   | Gambrinus liga                        | 1                    | 30                   | 8                    | 10                   | 12                   | 28                   | 34                   | -6                   | 34                   | 12.                  |
| 2012/13                                   | Gambrinus liga                        | 1                    | 30                   | 11                   | 9                    | 10                   | 41                   | 33                   | +8                   | 42                   | 7.                   |
| 2013/14                                   | Gambrinus liga                        | 1                    | 30                   | 8                    | 6                    | 16                   | 24                   | 51                   | -27                  | 30                   | 13.                  |
| 2014/15                                   | Synot liga                            | 1                    | 30                   | 9                    | 7                    | 14                   | 40                   | 45                   | -5                   | 34                   | 11.                  |
| 2015/16                                   | Synot liga                            | 1                    | 30                   | 14                   | 10                   | 6                    | 48                   | 26                   | +22                  | 52                   | 5.                   |
| 2016/17                                   | ePojisteni.cz liga                    | 1                    | 30                   | 20                   | 9                    | 1                    | 65                   | 22                   | +43                  | 69                   | 1.                   |
| 2017/18                                   | HET liga                              | 1                    | 30                   | 17                   | 8                    | 5                    | 50                   | 19                   | +31                  | 59                   | 2.                   |
| 2018/19                                   | Fortuna: Liga                         | 1                    | 30                   | 23                   | 3                    | 4                    | 72                   | 23                   | +49                  | 70                   | 1.                   |
| 2019/20                                   | Fortuna: Liga                         | 1                    | 30                   | 22                   | 6                    | 2                    | 58                   | 10                   | +48                  | 72                   | 1.                   |
| 2020/21                                   | Fortuna: Liga                         | 1                    | 34                   | 26                   | 8                    | 0                    | 85                   | 20                   | +65                  | 86                   | 1.                   |

## Рекорды
- Лучший результат: 1 место (21 раз)
- Худший результат: 14 место (3 раза — 1960/61, 1962/63 и 1972/73)
- Самая крупная победа: 15:1 против «СК Ческе-Будеёвице» (1947/48)
- Самое крупное поражение: 0:7 от «Теплице» (2013/14)
- Самая длинная победная серия: 23 матча (28 апреля 1929 — 9 января 1930)
- Самая длинная серия без поражений: 36 матчей (28 августа 2016 года — 22 октября 2017)
- Самая длинная серия без побед: 16 матчей (1956—1958)
- Самая длинная сухая серия вратаря: Янош Зденек — 586 минут (1992—1993)
- Самая длинная сухая серия команды: Ян Стейскал и Радек Черны — 600 минут (1997—1998)
- Самая длинная серия без голов: 505 минут (2006—2007)
- Наибольшее количество очков за сезон: 70 (1995/96)
- Наибольшее количество голов за сезон: 131 гол (1943/44)
- Лучший бомбардир клуба в истории: Йозеф Бицан — 417 голов
- Лучший бомбардир клуба за сезон: Йозеф Бицан — 57 голов (1943/44)
- Лучший бомбардир клуба за матч: 7 голов — Йозеф Бицан (4 раза), Вацлав Горак (1 раз)
- Больше всего матчей за клуб: Франтишек Веселый — 404
- Больше всего подряд матчей за клуб: Франтишек Веселый — 133

### Рекорды посещаемости
- Абсолютный: 50 000 зрителей (8 июля 1945 года — товарищеский матч против «ШК Братислава» 4:2) — Страговский стадион
- В еврокубках : 45 000 зрителей (4 сентября 1938 года — финал Кубка Митропы против «Ференцвароша» 2:2) — Страговский стадион
- Первая лига Чехословакии: 42 000 зрителей (9 апреля 1966 — против «Спарты» 1: 1) — Стадион «Эден»
- Вторая лига Чехословакии: 42 000 зрителей (12 июня 1965 года — против «Пльзене» 4:1) — Стадион «Эден»
- Чемпионат Чехии: 20 698 зрителей (17 мая 2008 года — против «Яблонца» 2:2) — «Эден»

### Лучшие бомбардиры чемпионата
- Ян Ваник — 1925 (13 голов)
- Антонин Пуч — 1927 (13), 1928/29 (13)
- Иржи Соботка — 1933/34 (18)
- Франтишек Свобода — 1934/35 (27)
- Войтех Брадач — 1935/36 (42)
- Йозеф Бицан — 1937/38 (22), 1938/39 (29), 1939/40 (50), 1940/41 (38), 1941/42 (45), 1942/43 (39), 1943/44 (57), 1945/46 (31), 1946/47 (43), 1948 (21)
- Ладислав Главачек — 1949 (28)
- Петер Герда — 1981/82 (15)
- Иво Кнофличек — 1984/85 (21)
- Милан Шкода — 2016/17 (15)

### Еврокубки
| Турнир                        | М   | В  | Н  | П  | ГЗ  | ГП  | РГ  | В%     |
| ----------------------------- | --- | -- | -- | -- | --- | --- | --- | ------ |
| Лига чемпионов УЕФА           | 32  | 10 | 8  | 14 | 25  | 44  | −19 | 031,25 |
| Кубок обладателей кубков УЕФА | 8   | 3  | 3  | 2  | 11  | 9   | +2  | 037,50 |
| Кубок УЕФА / Лига Европы УЕФА | 109 | 41 | 29 | 39 | 139 | 127 | +12 | 037,61 |
| Всего                         | 149 | 54 | 40 | 55 | 175 | 180 | −5  | 036,24 |

Останнє оновлення: 24 июля 2018
Источник: UEFA.com

#### Лига чемпионов УЕФА
- 1996/97 — квалификация (Грассхоппер)
- 2000/01 — 3-й раунд квалификации («Шахтёр» (Донецк))
- 2001/02 — 3-й раунд квалификации (Панатинаикос)
- 2003/04 — 3-й раунд квалификации (Сельта)
- 2005/06 — 3-й раунд квалификации (Андерлехт)
- 2007/08 — Групповой этап (3 место после Севильи и Арсенала (Лондон))
- 2008/09 — 3-й раунд квалификации (Фиорентина)
- 2009/10 — 3-й раунд квалификации (Шериф)
- 2017/18 — 4-й раунд квалификации (АПОЭЛ)
- 2018/19 — 3-й раунд квалификации (Динамо (Киев))
- 2019/20 — Групповой этап (4 место после Интера, Боруссии (Дортмунд) и Барселоны)
- 2020/21 — 4-й раунд квалификации (Мидтьюлланн)

#### Кубок УЕФА/Лига УЕФА
- 1976/77 — 1-й раунд (Академик (София))
- 1977/78 — 1-й раунд (Стандард (Льеж))
- 1985/86 — 1-й раунд (Сент-Миррен)
- 1992/93 — 1-й раунд (Харт оф Мидлотиан)
- 1993/94 — 1-й раунд (ОФИ)
- 1994/95 — 1-й раунд (АИК)
- 1995/96 — полуфинал (Бордо)
- 1996/97 — 2-й раунд (Валенсия)
- 1998/99 — 2-й раунд (Болонья)
- 1999/00 — четвертьфинал (Лидс Юнайтед)
- 2000/01 — 4-й раунд (Кайзерслаутерн)
- 2001/02 — 1-й раунд (Серветт)
- 2002/03 — 4-й раунд (Бешикташ)
- 2003/04 — 2-й раунд (Левски)
- 2004/05 — 2-й раунд (Динамо (Тбилиси))
- 2005/06 — 1/16 финала (Палермо)
- 2006/07 — 1-й раунд (Тоттенхэм Хотспур)
- 2007/08 — 1/16 финала (Тоттенхэм Хотспур)
- 2008/09 — 5 место в группе F (после Гамбурга, Аякса, Астон Виллы и Жилины)
- 2009/10 — 4 место в группе B (после Валенсии, Лилля и Дженоа)
- 2016/17 — 4-й квалификационный раунд (Андерлехт)
- 2017/18 — 3 место в группе А (после Вильярреала и Астаны)
- 2018/19 — четвертьфинал (Челси)
- 2020/21 — четвертьфинал (Арсенал (Лондон))
- 2021/22 — 4-й квалификационный раунд (Легия)

#### Кубок ярмарок
- 1967/68 — 1-й раунд (Кёльн)
- 1968/69 — 2-й раунд (Гамбург)

#### Кубок обладателей кубков УЕФА
- 1974/75 — 1-й раунд (Карл Цейсс)
- 1997/98 — четвертьфинал (Штутгарт)

## Достижения

### Национальные турниры
- Чемпион Чехии и Моравии (6): 1897 (весна), 1897 (осень), 1898, 1899, 1900, 1901
- Чемпион Богемии (2): 1913, 1915
- Чемпион Средней лиги (1): 1918
- Чемпион Чехословакии (9): 1925, 1928/29, 1929/30, 1930/31, 1932/33, 1933/34, 1934/35, 1936/37, 1946/47
- Чемпион протектората Богемии и Моравии (4): 1939/40, 1940/41, 1941/42, 1942/43
- Чемпион Чехии: (8): 1995/96 , 2007/08, 2008/09, 2016/17, 2018/19, 2019/20, 2020/21, 2024/25
- Обладатель Кубка милосердя (4): 1908[176], 1910, 1911, 1912
- Обладатель Среднего кубка (10): 1922, 1926, 1927, 1928, 1930, 1932, 1935, 1941, 1943[177], 1944[177]
- Обладатель Кубка освобождения (3): 1940/41[178], 1941/42[178], 1945[178]
- Обладатель Кубка Чехии: (7): 1996/97, 1998/99, 2001/02, 2017/18, 2018/19, 2020/21, 2022/23

### Европейские турниры
- Обладатель Кубка Митропы: 1938

## Известные футболисты
Подробнее см. Футболисты «Славии» (Прага)
По данным книги Věčná Slavia официального сайта клуба.
| - Ян Кошек - Ян Ваник - Рудольф Слоуп - Йозеф Чапек - Ярослав Ханя - Эмиль Сейферт - Йозеф Кратохвил - Йозеф Слоуп-Штаплик - Йозеф Сильный - Йиндржих Шолтис - Антонин Пуч - Франтишек Свобода - Франтишек Планичка - Штефан Чамбал - Рудольф Крчил - Франтишек Юнек - Иржи Соботка - Ладислав Женишек - Войтех Брадач | - Йозеф Бицан - Алекса Бокшай - Карел Черны - Отакар Нозир - Ладислав Шимонек - Рудольф Вытлачил - Властимил Копецкий - Честмир Выцпалек - Карел Финек - Фердинанд Даучик - Властимил Лука - Антонин Брадач - Индржих Голман - Отто Гемеле - Франтишек Гампейс - Иржи Ханке - Эмиль Кабичек - Станислав Коцоурек - Франтишек Ипсер | - Ладислав Главачек - Алоис Йонак - Иржи Трнка - Ян Андрейкович - Иво Урбан - Милош Урбан - Милош Штадлер - Иржи Гильдебрандт - Ян Лала - Карел Непомуцкий - Иржи Пешек - Бржетислав Долейший - Мирослав Лингарт - Йозеф Ледецкий - Богумил Смолик - Франтишек Веселый - Йозеф Кадраба - Йозеф Пиша - Мирослав Старек | - Франтишек Зламал - Ян Мареш - Ян Лужа - Властимил Петржела - Душан Герда - Зденек Климеш - Франтишек Ципро - Роберт Сегмюллер - Петер Герда - Збинек Хотовы - Рудольф Свобода - Мирослав Пауржик - Карел Яролим - Владислав Лауда - Иржи Еслинек - Йозеф Боушка - Карел Нахтман - Йозеф Пешице - Иво Лубас | - Павол Стричко - Иржи Замазал - Мирослав Яну - Юрай Шимурка - Любош Пршибил - Любош Кубик - Иво Кнофличек - Ярослав Немец - Милан Фрида - Милан Шимунек - Павел Ржегак - Богуш Вигер - Бартоломей Юрашко - Штефан Руснак - Павел Кука - Ян Стейскал - Патрик Бергер - Ян Сухопарек - Радек Бейбл | - Карел Поборський - Любош Козел - Павел Горват - Рихард Досталек - Радек Черны - Карел Питак - Душан Швенто - Микаэль Таварес - Матей Крайчик - Мартин Ваняк - Мирослав Стох - Станислав Влчек - Томаш Нецид - Владимир Шмицер - Данни - Майкл Нгадё-Нгаджюи - Зденек Куммерманн |

## Главные тренеры
| - Джон Уильям Мэдден (1905—30) - Йозеф Слоуп-Штаплик (1930—33) - Кальман Конрад (1933—35) - Ян Рейхардт (1935—38) - Эмиль Сейферт (1939—46) - Йозеф Пояр (1946—47) - Вилем Кьониг (1947—48) - Ян Рейхардт (1949) - Вилем Кьониг (1950—51) - Эмиль Сейферт (1952—53) - Йозеф Бицан (1954—56) - Антонин Ригр (1956—58) - Йозеф Форейт (1958) - Антонин Ригр (1959) - Властимил Копецкий (1959) - Карел Финек (1959—60) - Йозеф Форейт (1960) - Антонин Ригр (1960—63) - Карел Финек (1963—64) - Франтишек Ипсер (1964—66) - Вратислав Фикейз (1966) - Мирко Парачек (1966) | - Франтишек Гавранек (1966—68) - Иржи Недвидек (1968—69) - Йозеф Форейт (1969—70) - Антонин Ригр (1970—72) - Мирослав Лингарт (1972) - Рудольф Вытлачил (1973) - Ярослав Яреш (1973—79) - Богумил Мусил (1979—80) - Йозеф Боушка (1981) - Мирослав Старий (1981) - Милан Мачала (1982—84) - Ярослав Яреш (1984—86) - Властимил Петржела (1986—87) - Томаш Поспихал (1987—88) - Иван Копецький (1988—89) - Властимил Петржела (1990—92) - Йозеф Ярабинский (1992—93) - Йиндржих Деймал (1993—94) - Мирослав Беранек (1994—95) - Франтишек Ципро (1995—97) - Павел Тобиас (1997—98) - Петр Рада (1998) | - Ярослав Гржебик (1998—99) - Франтишек Ципро (1999—00) - Карел Яролим (2000—01) - Йозеф Пешице (2001) - Мирослав Беранек (2001—03) - Йозеф Чаплар (2004—05) - Карел Яролим (2005—10) - Франтишек Ципро (2010) - Карел Яролим (2010) - Михал Петроуш (2010—11) - Франтишек Страка (2011—12) - Мартин Поустка (2012) - Петр Рада (2012—13) - Михал Петроуш (2013) - Мирослав Коубек (2013—14) - Алекс Пастор (2014) - Мирослав Беранек (2014—15) - Душан Угрин (мл.) (2015—16) - Ярослав Шилгавый (2016—17) - Йиндржих Трпишовский (2017—н. в.) |